# Rôle de l'alimentation dans la prévention des cancers
Le rôle de l'alimentation dans la prévention des cancers est de plus en plus mis en évidence par la recherche sur le cancer.
Selon le Fonds mondial de recherche contre le cancer, dont les experts ont pris en compte 7 000 études scientifiques, 30 % des cancers sont liés à l'alimentation. On estime qu'environ un tiers des cancers les plus communs dans les pays développés pourraient être évités par un changement de régime alimentaire.
D'un côté, la recherche montre qu'une série d'aliments ont potentiellement une action anticancéreuse et que leur consommation régulière peut aider à la prévention primaire du cancer. Parmi ces aliments, les principaux sont :
- les aliments riches en oméga-3 ;
- de nombreux fruits et légumes, au premier rang desquels les légumes de la famille des Alliacées (ail, oignon, poireau…) et de la famille des Brassicacées (chou, brocoli…)  ;
- des épices comme le curcuma, puissant anti-inflammatoire naturel ;
- les aliments riches en antioxydants ;
- les fibres alimentaires.

De l'autre côté, une partie des scientifiques actifs dans le domaine de la recherche sur le cancer s'intéressent de plus en plus aux conséquences de la nourriture transformée industriellement, qui implique un apport excessif en graisses et sucres et une carence en produits végétaux,. Ainsi, les sources d'oméga-6 comme le maïs, le soja et le tournesol, massivement utilisées en Occident pour la nourriture du bétail et dans la fabrication de nourriture transformée industriellement, sont de plus en plus montrées du doigt car elles induisent un grand déséquilibre entre oméga-6 et oméga-3 dans l'alimentation occidentale, favorisant par là le cancer et l'obésité.

## Oméga-3

### Action anticancer des acides gras oméga-3
Selon l'American Institute for Cancer Research (AICR), les acides gras oméga-3 combattent le cancer par plusieurs mécanismes : ils réduisent la production des enzymes qui favorisent la croissance des cellules cancéreuses, ils augmentent le taux de mortalité de ces cellules et ils inhibent la formation de nouveaux vaisseaux sanguins nécessaires à leur croissance (processus appelé angiogenèse).

### Relation entre acides gras oméga-6, inflammation et cancer
Auteur de plus de 230 publications dans des revues médicales internationales, le professeur Richard Béliveau (professeur de biochimie depuis 1984 à l'Université du Québec à Montréal, où il est titulaire de la Chaire en Prévention et Traitement du Cancer,) dirige une équipe de 30 chercheurs qui travaillent sur la prévention et le traitement du cancer,. Dans le film documentaire Notre poison quotidien de Marie-Monique Robin, il explique la relation entre acides gras polyinsaturés oméga-6, inflammation et cancer :

« Une des conséquences de la consommation de « malbouffe » et de produits industriellement transformés, c'est la surconsommation d'oméga-6 versus les oméga-3. Les oméga-3 génèrent des molécules anti-inflammatoires, les oméga-6 génèrent des molécules pro-inflammatoires. De façon traditionnelle, dans notre alimentation, on consomme un ratio de 1 pour 1 (rapport entre acides gras oméga-6 et oméga-3) mais, avec l'industrialisation de la malbouffe, on utilise surtout des huiles hydrogénées et des huiles de maïs et de tournesol qui ne contiennent que des oméga-6. Donc les graisses qui proviennent de l'industrie de la malbouffe et de la transformation industrielle sont des graisses qui amènent au niveau métabolique un ratio oméga-6 / oméga-3 de 25:1. Lorsqu'on consomme l'alimentation industrielle, on se met métaboliquement, physiologiquement en mode pro-inflammatoire »

Or « l'inflammation fait le lit du cancer »,. En effet, des cellules cancéreuses apparaissent constamment dans notre organisme à la suite d'agressions par des virus, des radiations ou des produits chimiques. Chaque jour, notre corps produit 1 million de cellules précancéreuses mais l'organisme humain est équipé pour lutter contre ces microtumeurs qui apparaissent en permanence. Si l'organisme est en bonne santé, la cellule défectueuse est détectée par les lymphocytes NK (Natural Killers, tueurs naturels) qui la poussent à se suicider,. Lorsque le système immunitaire est affaibli par une inflammation chronique, ce mécanisme de défense échoue et la cellule défectueuse commence à se multiplier,.
Par ailleurs, l'excès d'oméga-6 nuit à l'assimilation des oméga-3 (qui ont un effet anti-inflammatoire,, donc anticancer,,) parce que ces deux familles d'acides gras font appel aux mêmes enzymes pour être métabolisées,.
On notera enfin que l'abus d'oméga-6 et le déficit en oméga-3 favorisent non seulement le cancer mais également l'obésité transgénérationnelle : « les chercheurs ont exposé quatre générations de souris à un régime alimentaire de type occidental, caractérisé par ces mêmes rapports oméga-6/oméga-3. Résultat : ils ont observé une augmentation progressive de leur masse adipeuse sur plusieurs générations » selon le Centre national de la recherche scientifique (CNRS).

### Le ratio oméga-6 / oméga-3 dans l'alimentation occidentale

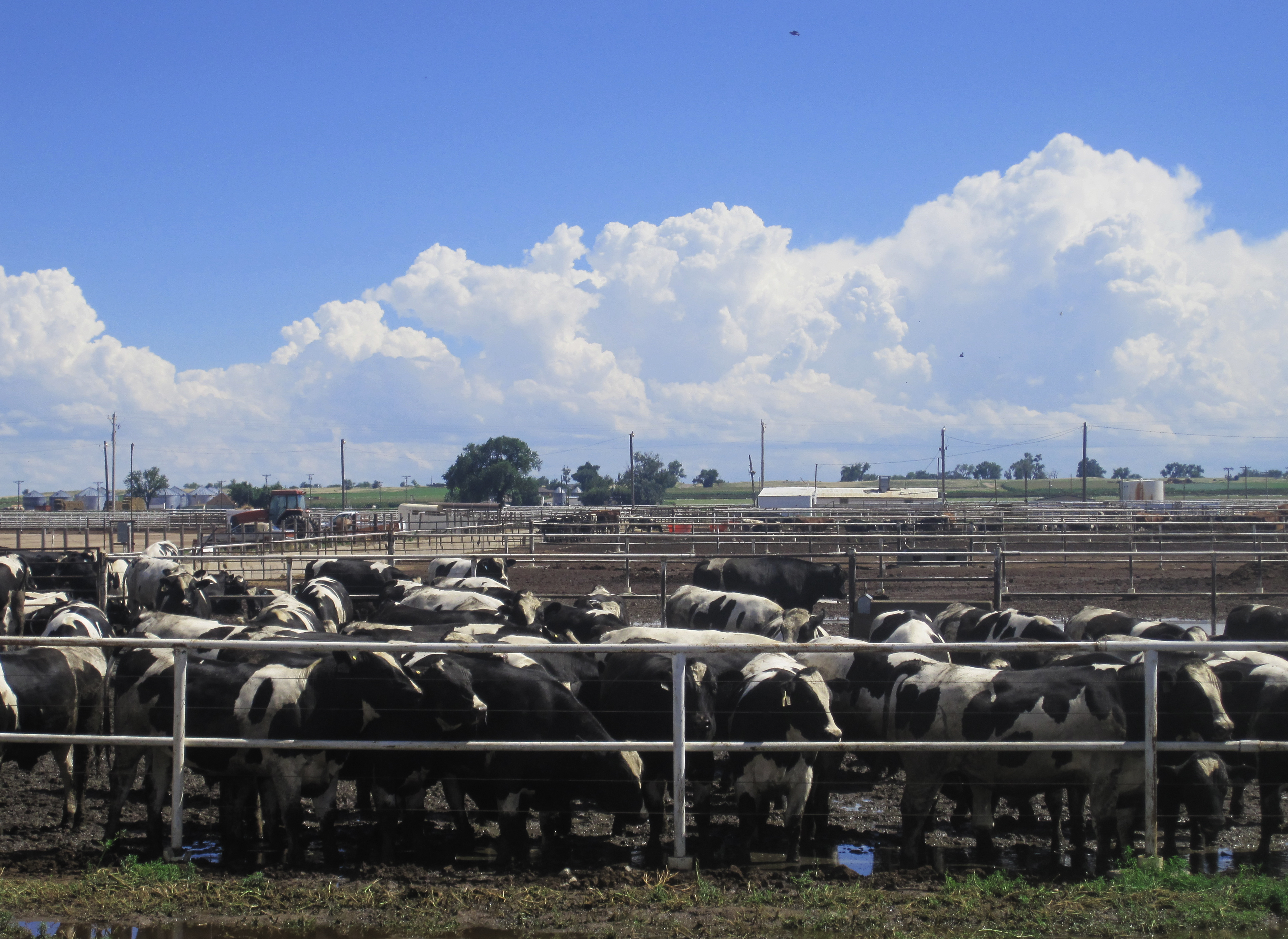
Parc d'engraissement intensif (feedlot).

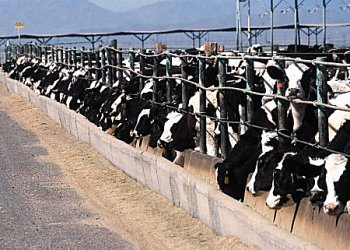
Concentrated animal feeding operations (CAFO).

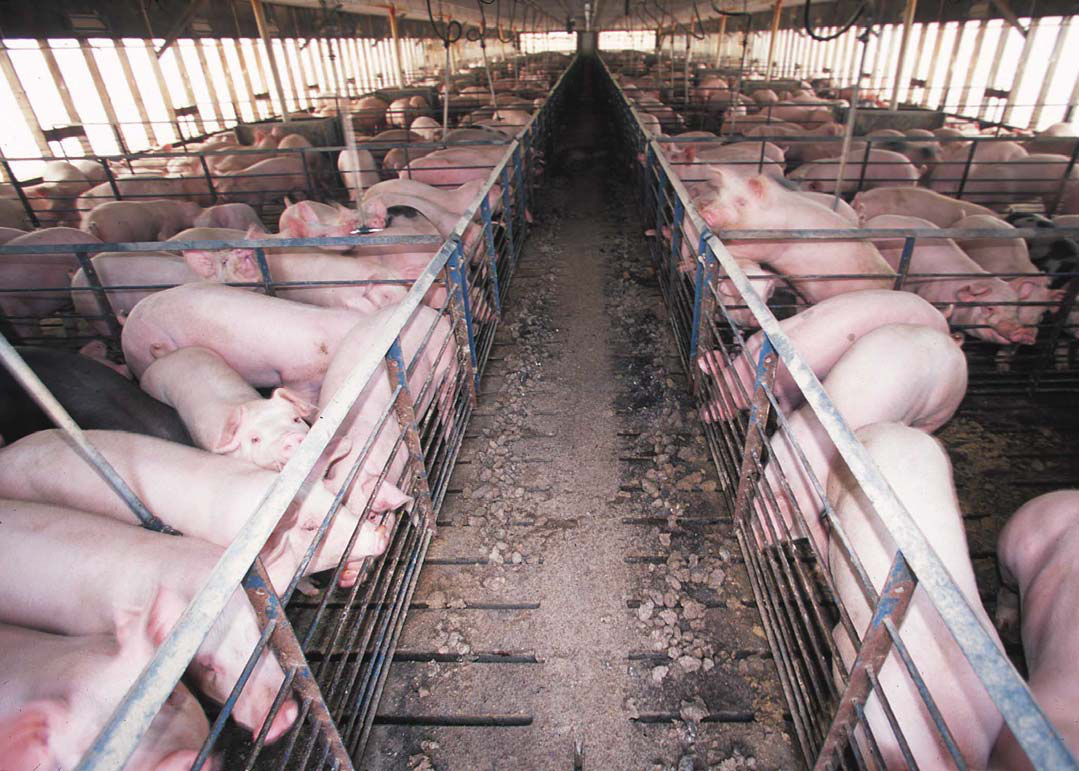
Élevage intensif de porcs.

Le ratio entre oméga-6 et oméga-3 dans l'alimentation humaine traditionnelle est de 1:1 à 2:1,,.
Mais ce ratio a énormément augmenté depuis la Seconde Guerre mondiale dans l'alimentation occidentale pour se situer aujourd'hui autour de 14:1 en Europe, autour de 18:1 en France et pour monter jusqu'à 40:1 aux États-Unis, (le rapport de 25:1 cité plus haut par le Pr Béliveau étant un chiffre moyen pour le monde occidental).
Cette augmentation énorme est due principalement :
- au fait que le bétail n'est, dans bien des cas, plus nourri avec de l'herbe[1] ou du lin (naturellement riches en oméga-3, qui y représentent 65 % à 70 % des acides gras[17],[18]), mais au moyen de maïs et de soja (riches en oméga-6)[19],[20],[10],[16] (voire d'huile de palme[21]), surtout aux États-Unis et en Argentine où le bétail a presque déserté les prairies du Midwest et de la pampa pour se concentrer dans des parcs d'engraissement intensif appelés feed lots, que les Américains appellent également Concentrated animal feeding operations (CAFO)[22],[23] et les Canadiens Confined feeding operations (CFO) ;

- à l'utilisation massive de l'huile de maïs et de l'huile de tournesol dans la nourriture transformée industriellement :
  - parce que « ces deux huiles, qui ne contiennent que des oméga 6, ne coûtent rien à produire et sont donc les corps gras favoris de l'industrie de la malbouffe »[1],[6],[20],
  - parce que « les impératifs de la production alimentaire de masse ont poussé l'industrie à privilégier les huiles les plus stables »[12],
  - à cause des « recommandations aveugles de remplacer les graisses saturées par des huiles végétales riches en oméga-6 afin de diminuer la concentration de cholestérol dans le sang »[8] qui sont faites depuis les années 1950 à la suite des travaux aujourd'hui contestés du physiologiste américain Ancel Keys[24] ;

- au fait que la plupart des aliments contiennent des sous-produits du maïs et du soja (comme le sirop de maïs, la maltodextrine, les diglycérides, la gomme xanthane et de nombreux autres produits)[22].

La multiplication des cas de cancer en Occident s'explique donc en partie par l'excès d'acides gras oméga-6 et par le ratio élevé entre oméga-6 et oméga-3 dans l'alimentation,.
Il est probablement irréaliste de revenir au rapport d'avant guerre mais le rapport idéal entre oméga-6 et oméga-3 devrait être :
- compris entre 3 et 5 selon le Pr Loïc Bureau, professeur de nutraceutique à l'université de Rennes[11] ;
- compris entre 4 et 5 selon la revue belge Test Santé[26] ;
- proche de 5 selon les recommandations de l'Agence française de sécurité sanitaire des aliments (Afssa)[16],[15],[27].

### Aliments riches en oméga-3

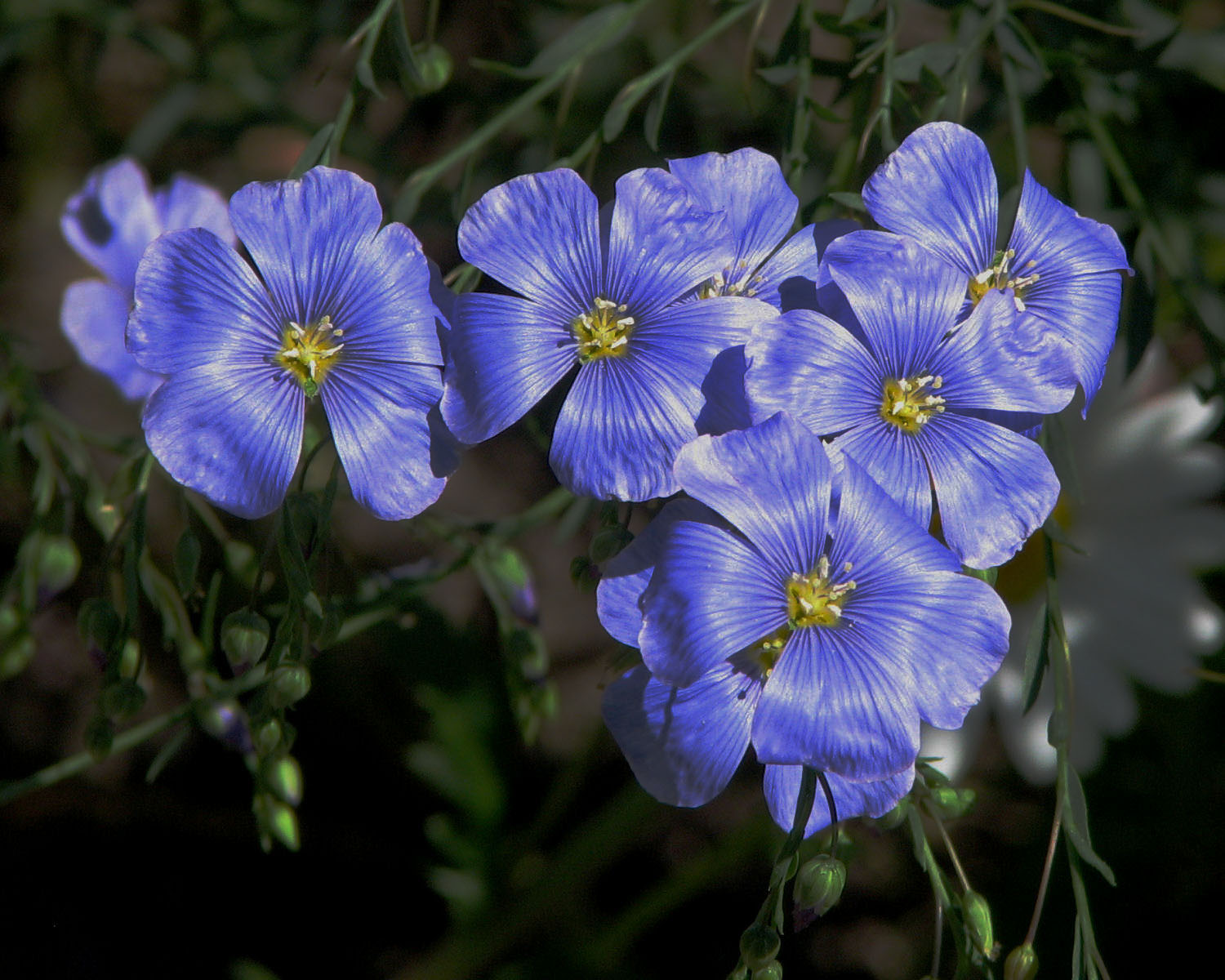
Lin.

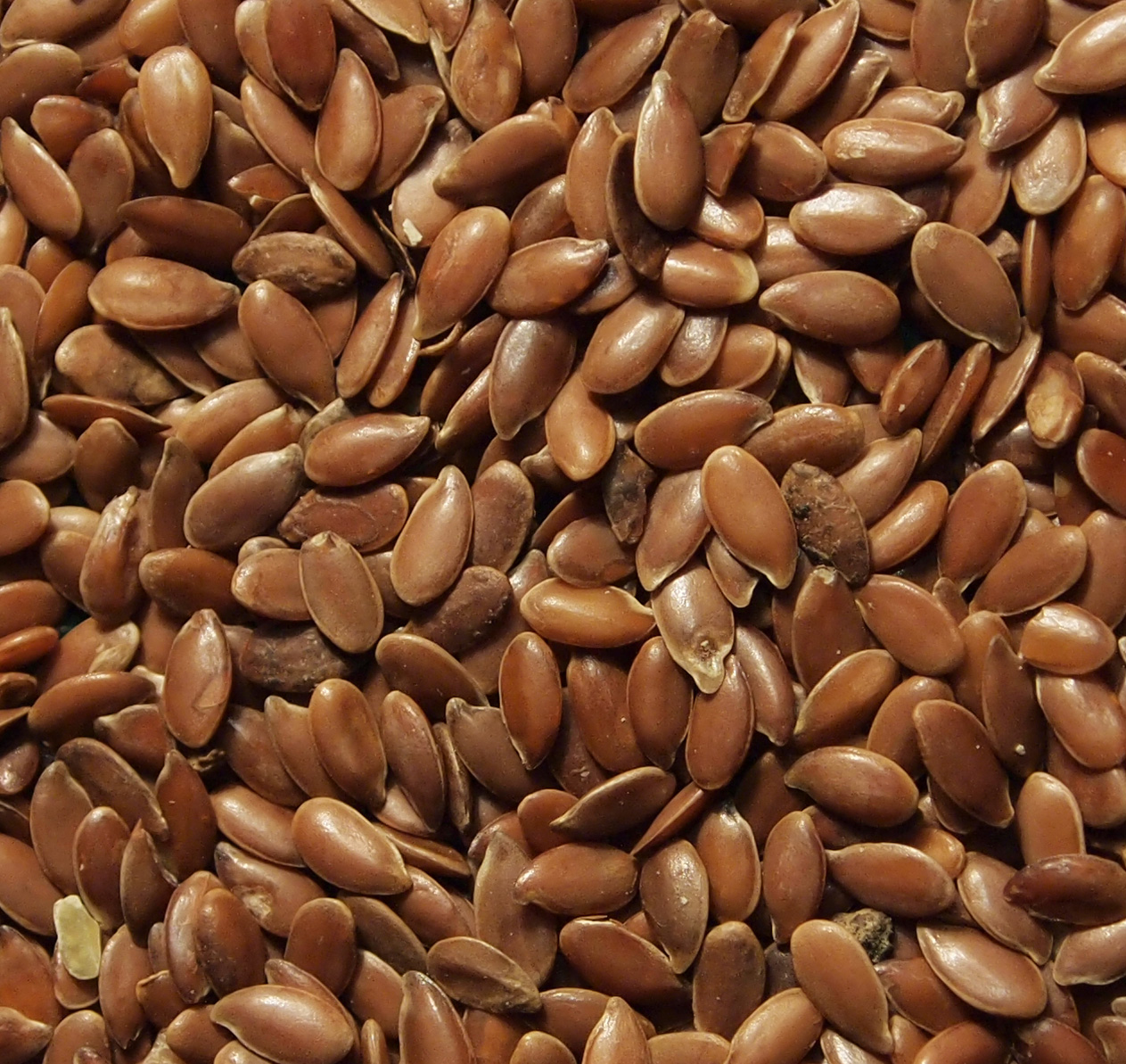
Graines de lin.

Cameline.

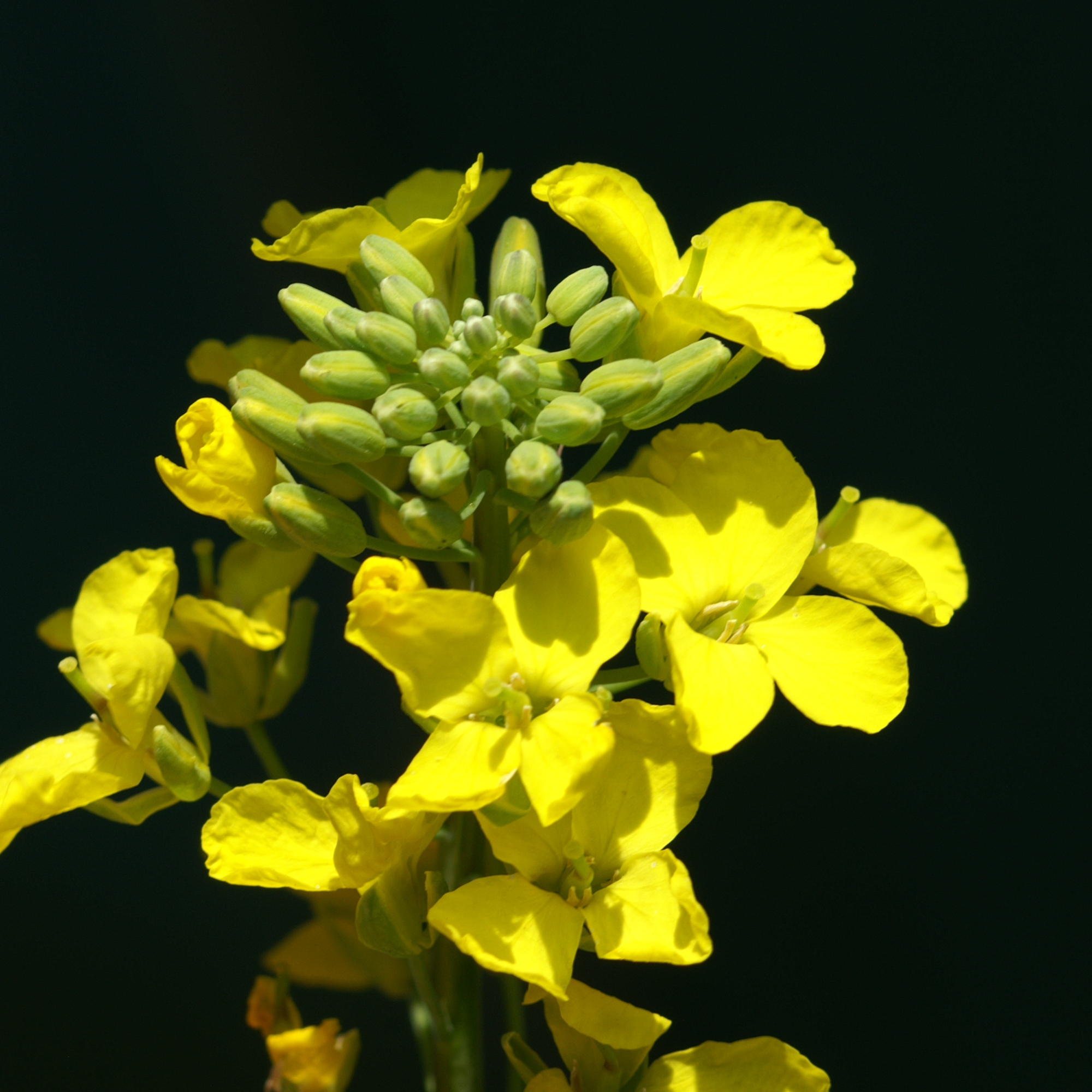
Colza.

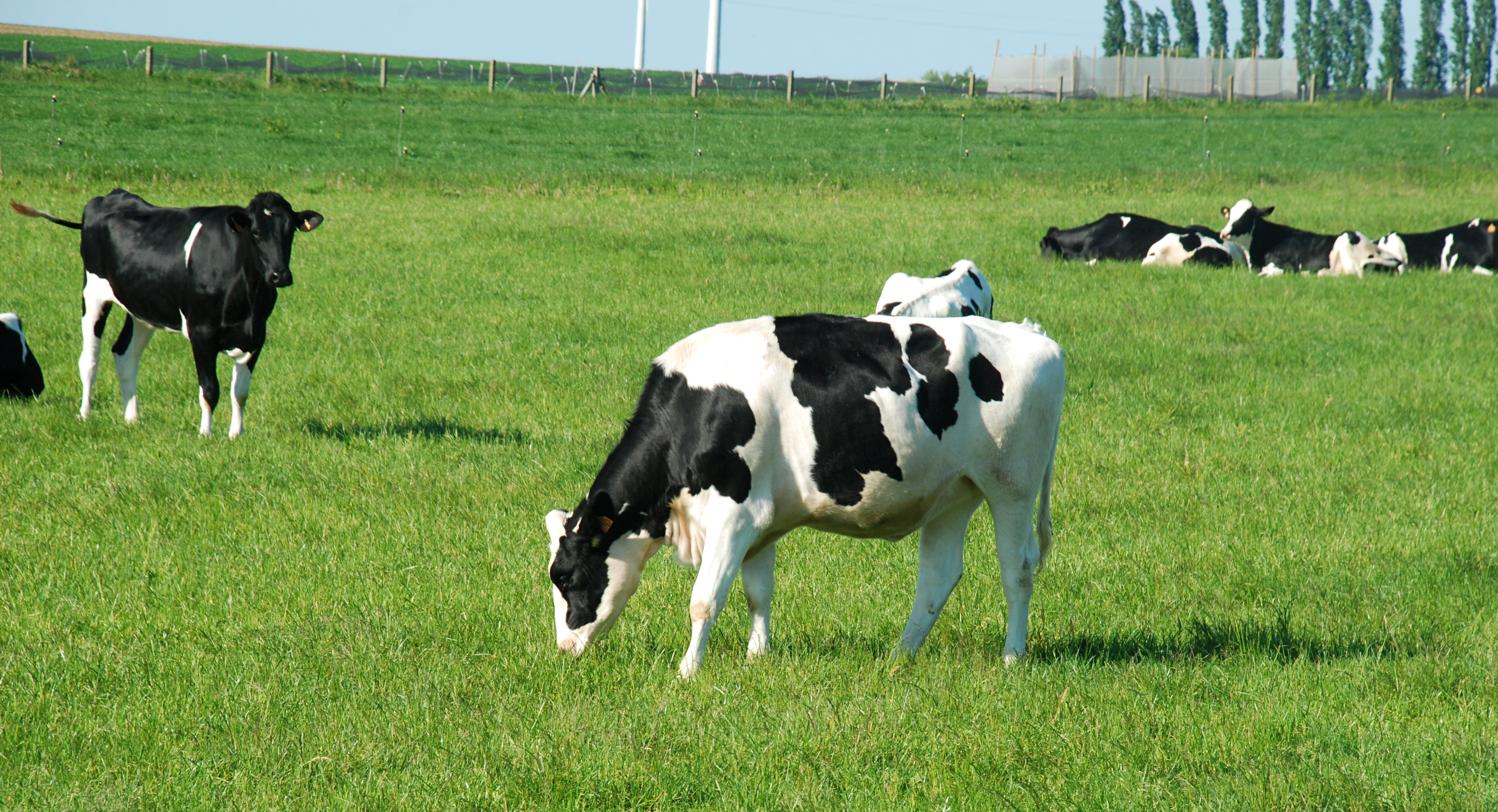
L'herbe des pâturages, importante source d'oméga-3.

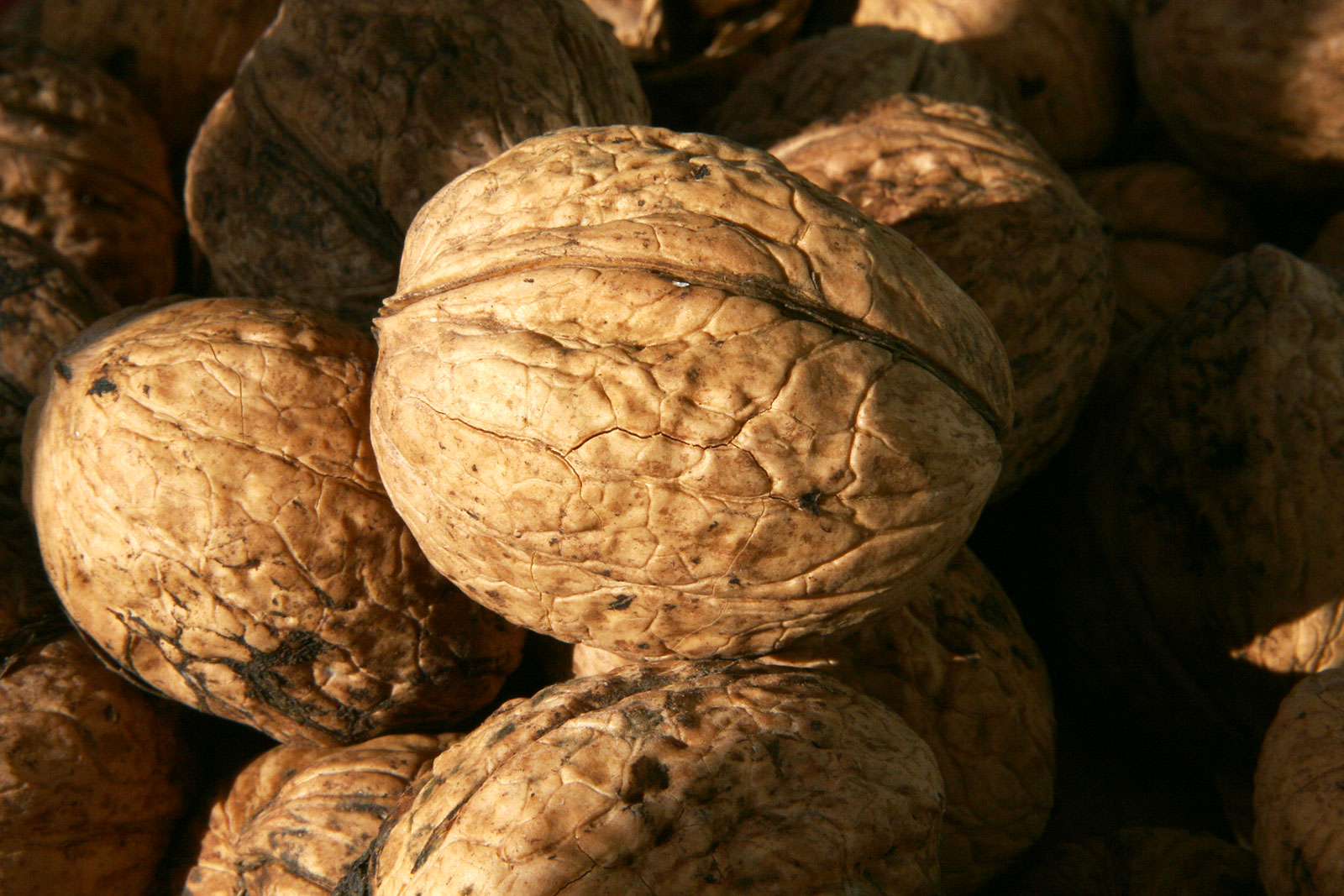
Noix.

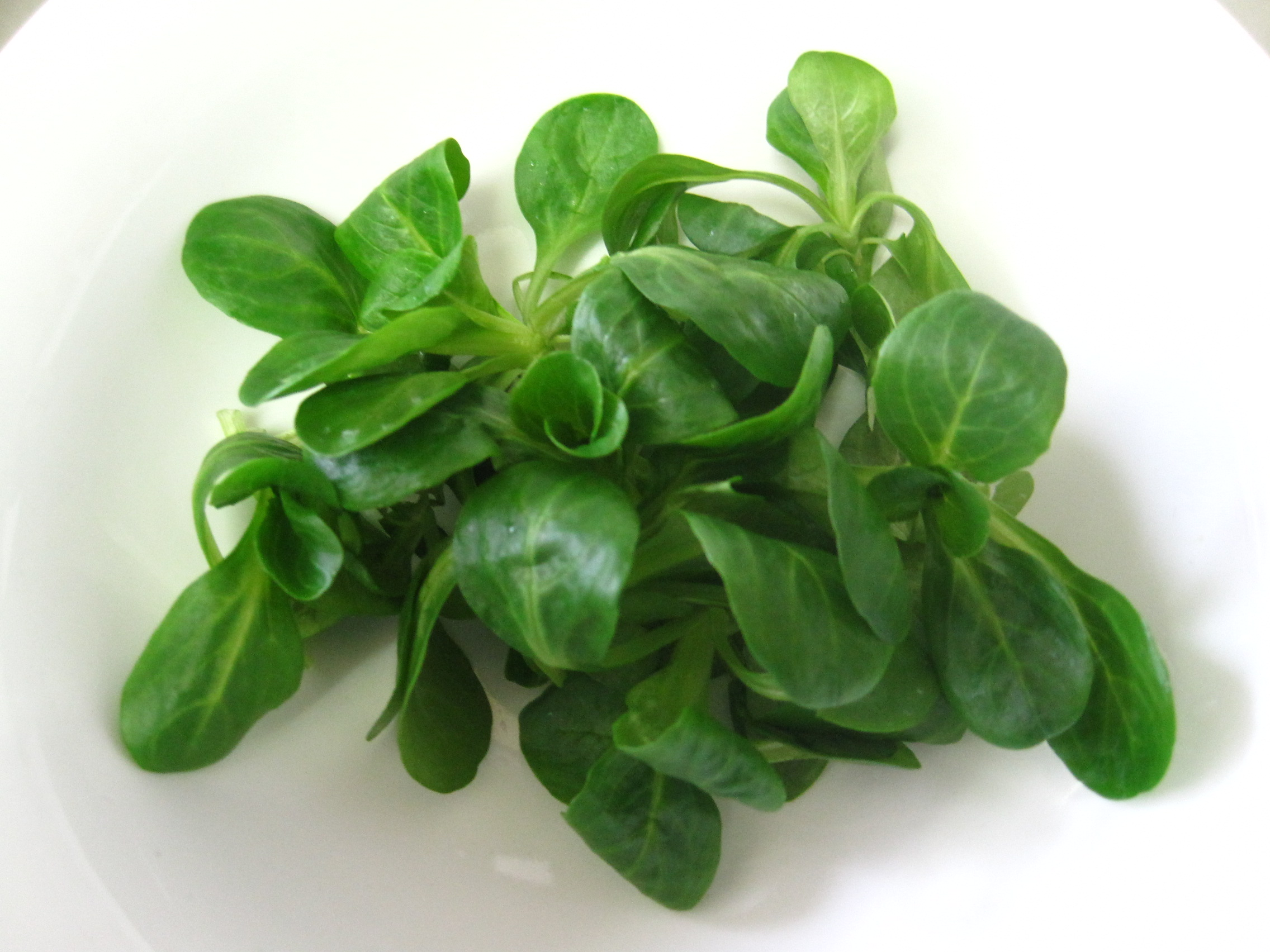
Mâche (valérianelle, salade de blé).

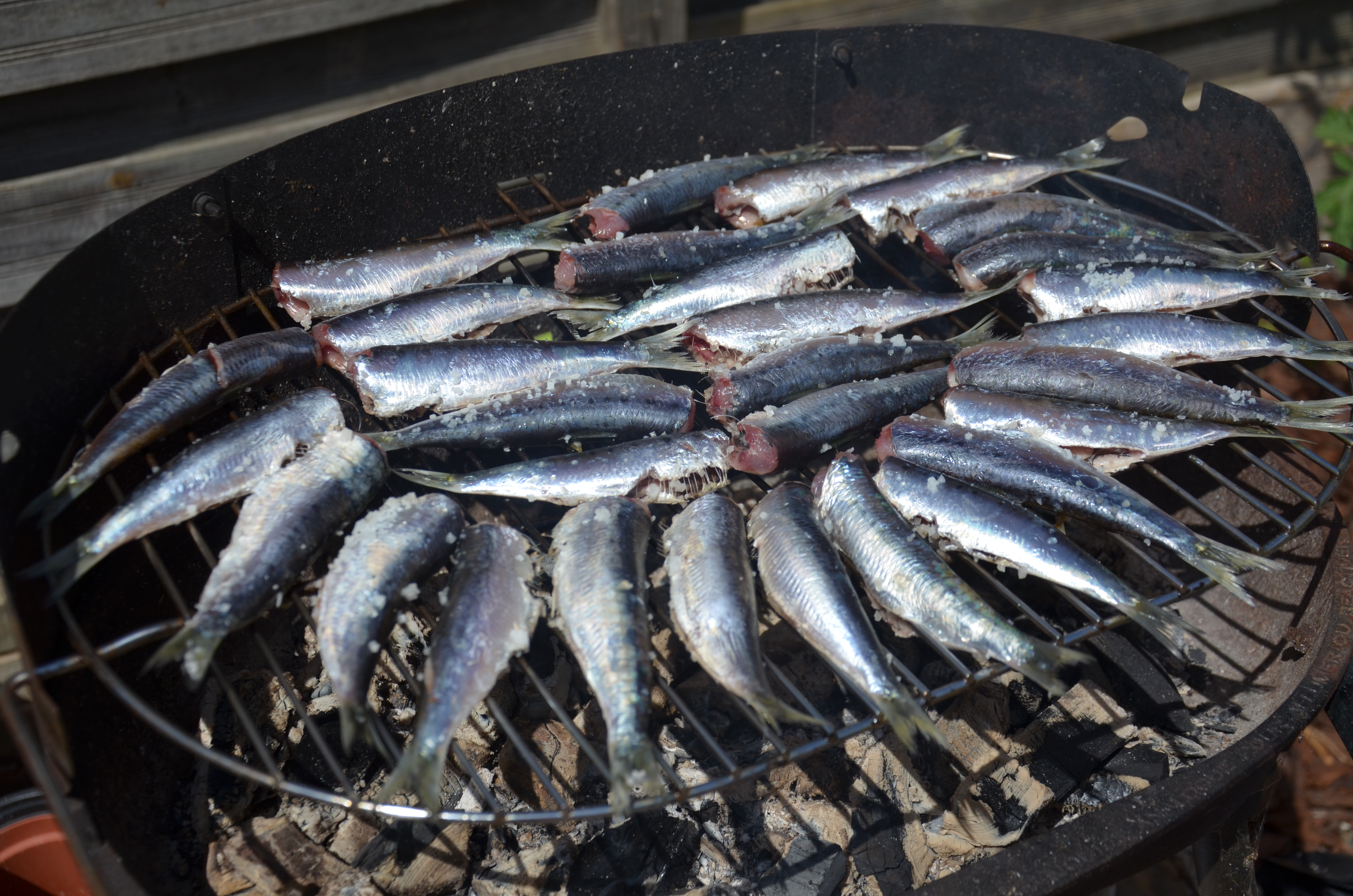
Sardines.

Grâce à l'action anti-inflammatoire des acides gras polyinsaturés oméga-3, les aliments qui en fournissent ont un effet protecteur contre le cancer,,.
Sources primaires d'oméga-3 :
- lin : huile de lin (ratio oméga-6 / oméga-3 extrêmement favorable de 0,3 mais peu adaptée à la cuisine car risque de rancir[28]) et graines de lin[16],[1],[29],[30],[31],[32],[33],[34],[35],[12],[Notes 1] de préférence moulues[36],[37],[38],[Notes 2] ;

- cameline (lin bâtard ou sésame d'Allemagne) : huile de cameline[39],[32],[40],[41] ;

- colza : huile de colza, margarines et sauces à l'huile de colza[16],[30],[32],[33],[42],[34],[28],[35],[12],[Notes 3] ;

- graines de sauge chia[30],[43],[44],[45],[12] ;

- graines de chanvre et huile de chanvre[46],[47],[48],[30],[32],[49] ;

- noix, huile de noix[16],[29],[50],[30],[32],[33],[34],[35] ;

- huile de germe de blé[33],[42] ;

- mâche ou valérianelle[16],[30],[51],[35],[52],[34] (appelée salade de blé en Belgique) ;

- crevettes[30].

|                       | Ratio oméga-6 / oméga-3 | Réf.   |
| --------------------- | ----------------------- | ------ |
| Huile de lin          | 0,3                     | [ 17 ] |
| Huile de cameline     | 0,45 à 0,6              | ,      |
| Huile de colza        | 2                       | ,      |
| Huile de chanvre      | 2,5 à 3                 | ,      |
| Graines de sauge chia | 3 à 4                   | [ 44 ] |
| Huile de noix         | 5                       | [ 55 ] |

Les ratios les plus faibles sont les meilleurs.
Sources secondaires d'oméga-3
- viande, lait, crème, fromage et beurre de vaches de pâturage[7],[10],[16],[56] (rappelons que 65 % des acides gras présents dans l'herbe sont des oméga-3[18]), avec une alimentation complémentaire à base de graines de lin, de lupin, de féverole et de luzerne[18],[56],[57],[Notes 4] ;

- viande de porcs nourris à base de lin et de colza[58],[59],[60],[61],[62] ;

- œufs de poules élevées au sol et nourries d'herbe, d'insectes et de vers de terre[10] ou de graines de lin[16],[12],[30],[63],[64],[65] ;

Mesures scientifiques :
- les mesures effectuées par le professeur Bernhard Watzl, du Max-Rubner Institut à Karlsruhe en Allemagne, montrent que l'on trouve 50 % d'oméga-3 en plus dans le lait bio[21] ;
- les mesures de chromatographie en phase gazeuse réalisées par Jacques Mourot, directeur de recherches à l'INRA (centre de Rennes), montrent que les œufs de poules nourries au moyen de graines de lin contiennent 3 fois plus d'oméga-3[65] ;
- une étude réalisée en 2001 par des chercheurs français[66] a montré que l'introduction de 2,5 à 5 % de graines de lin dans l'alimentation du bétail et 10 % dans celle des poules entraîne une augmentation de la concentration en oméga-3 :
  - dans la viande, le lait et les œufs, où l'on observe une diminution du ratio oméga-6 / oméga-3 de 7 à 3 dans le lait et dans la viande de porc, de 10 à 3 dans le poulet et de 15 à 2 dans les œufs ;
  - dans le sang des humains qui consomment ces aliments, avec une diminution du ratio oméga-6 / oméga-3 de 14 à 10 dans le plasma sanguin et de 4,2 à 3,8 dans les globules rouges (étude randomisée en double aveugle sur 75 personnes).

Le cas particulier des poissons gras
Les poissons gras (sardine, maquereau, anchois, sprat, hareng, thon, saumon, truite) sont une source appréciable d'oméga-3,,,,, mais ils appellent plusieurs réserves importantes :
- les poissons en friture, salés ou séchés perdent leur effet protecteur à cause des graisses saturées de la friture, du sel et des composés cancérigènes de la fumée[29] ;

- les espèces carnivores (comme le thon et le saumon) sont situées au bout de la chaîne alimentaire et accumulent donc les polluants chimiques comme les métaux lourds et le méthylmercure[29],[35] ;

- les poissons gras de la Baltique (hareng, saumon) peuvent être toxiques car la mer Baltique est la mer la plus polluée du monde[67] : 
  - elle forme une mer presque fermée dont l'eau ne se régénère que tous les 30 ans et qui abrite sept des dix plus grandes zones mortes au monde[67] ;
  - elle est entourée de 9 pays très industrialisés qui y déversent leurs résidus chimiques[68] ;
  - elle a subi pendant des décennies les rejets de l'industrie lourde de l'ancien bloc de l'Est[67] ;
  - elle a été contaminée par les retombées de la catastrophe nucléaire de Tchernobyl survenue en 1986[67] ;
  - le fond de la Baltique recèle un lourd héritage provenant des deux Guerres mondiales, consistant en 40 000 tonnes d'armes chimiques, 300 000 tonnes de munitions et les épaves de nombreux navires de guerre[67].

- le saumon d'élevage norvégien (élevé dans de gigantesques fermes aquacoles dans les fjords de Norvège[69]) :
  - ne contient plus beaucoup d'oméga-3, car il est nourri de granulés composés essentiellement de farines et d'huiles de petits poissons, bien que ceci soit en voie d'amélioration, grâce au recours aux huiles végétales de colza et parfois de soja[70],[71] ;
  - peut être contaminé par le diflubenzuron, un pesticide utilisé pour tuer les poux de mer qui parasitent les saumons, et qui peut générer des substances cancérigènes[72],[69],[68],[73] ;
  - peut être contaminé par des polluants chimiques de toutes sortes (cadmium, plomb, mercure, arsenic, métaux lourds, pesticides et dioxine)[70] qui proviennent en grande partie des croquettes de farine de poisson utilisées pour nourrir le saumon (fabriquées à partir des poissons toxiques de la Baltique évoqués plus haut)[68], ce qui a amené la Russie à stopper l'importation de saumon norvégien en janvier 2006, poussé des chercheurs américains à prévenir qu'il ne fallait pas manger de saumon norvégien d'élevage plus de trois fois par an, et contraint le gouvernement norvégien à recommander aux femmes enceintes et jeunes de ne pas manger de saumon plus de deux fois par semaine[72],[74],[75],[76],[71] ;
  - contient de l'éthoxyquine, un conservateur alimentaire suspect (provenant lui aussi des croquettes de farine de poisson) dont les effets sur la santé humaine n'ont jamais été évalués par l'Autorité européenne de sécurité des aliments (AESA /EFSA)[72],[68],[71].

### Aliments à teneur élevée en oméga-6 (pro-cancer)

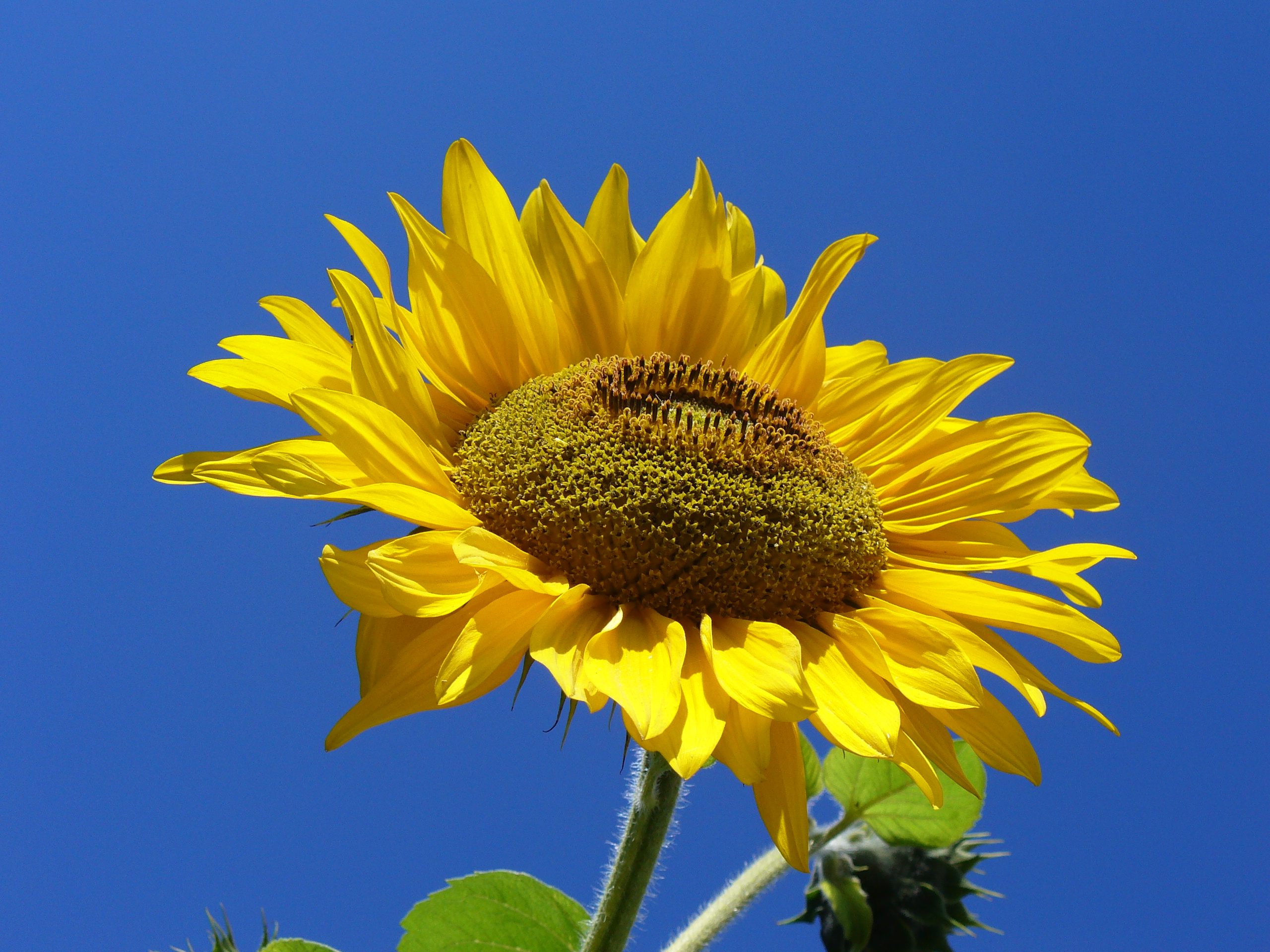
Tournesol.

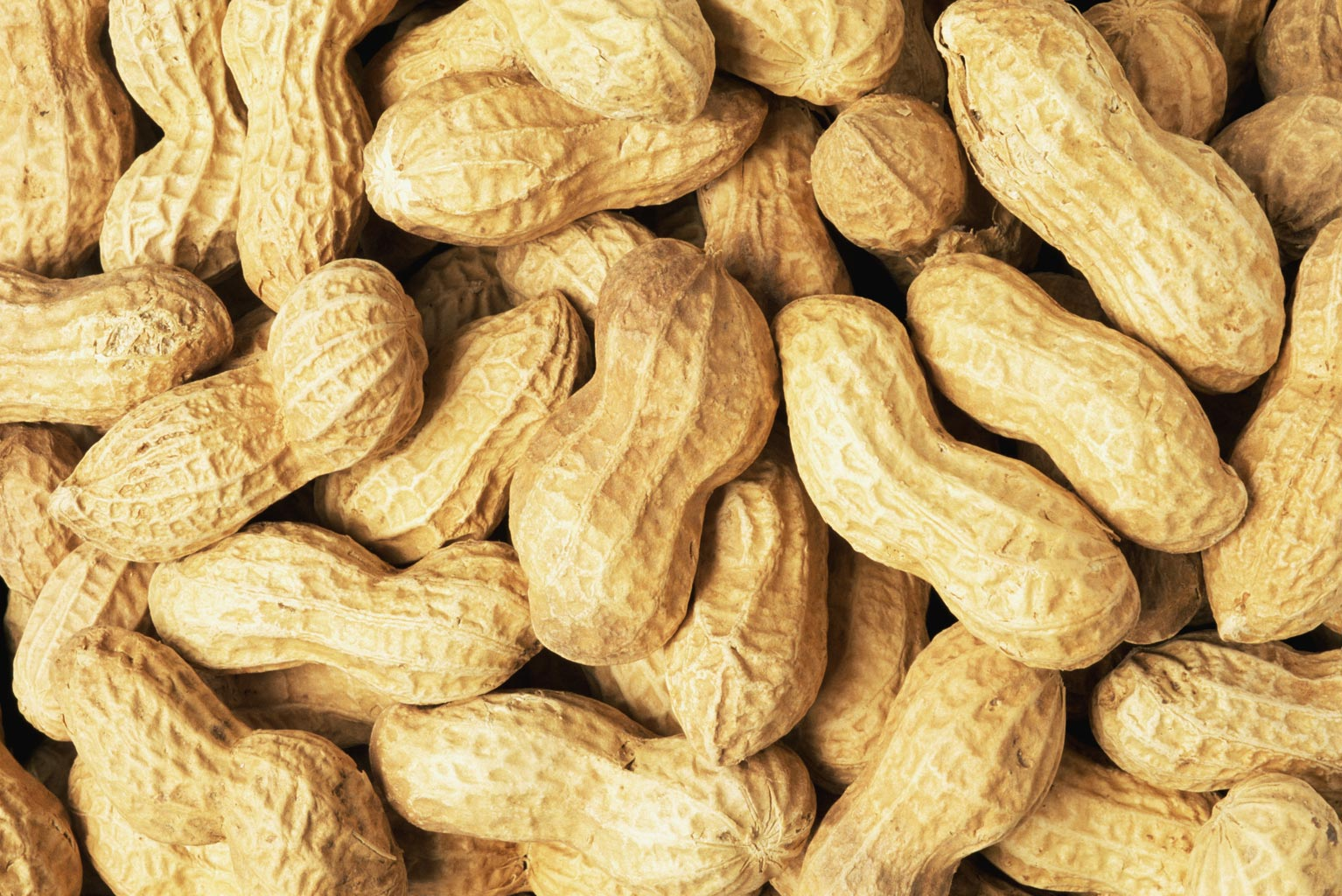
Arachide.

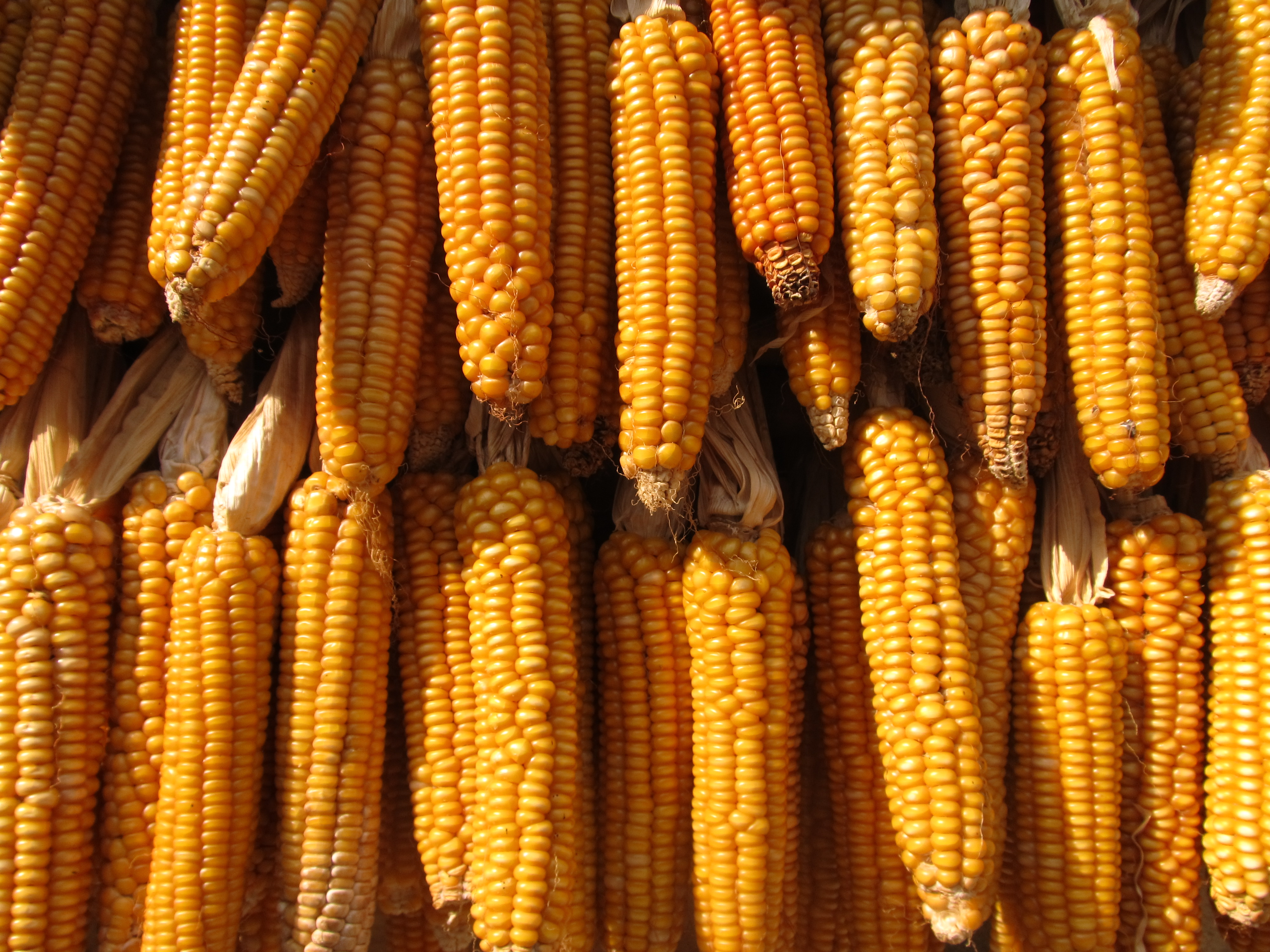
Maïs.

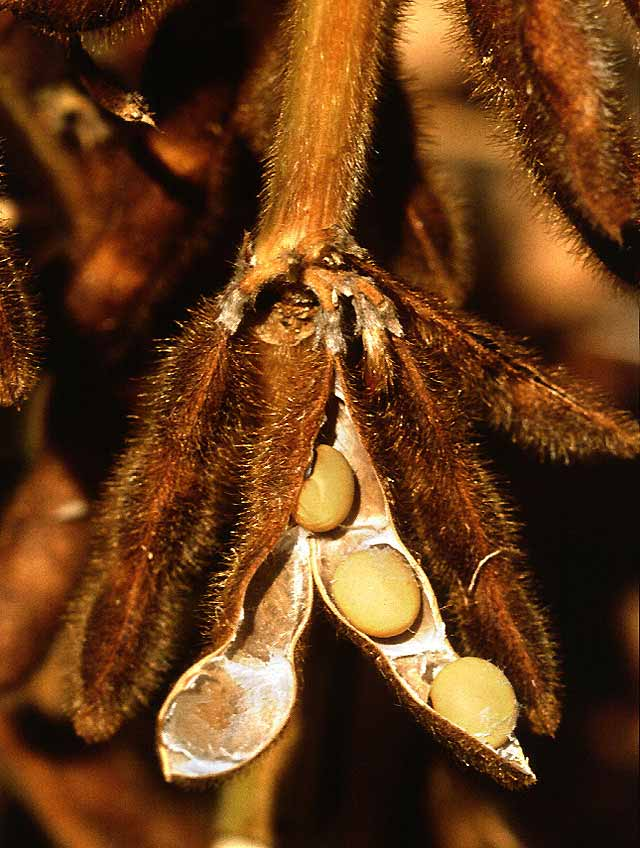
Soja.

Au contraire des oméga-3, les sources d'oméga-6 « font le lit du cancer » par l'action pro-inflammatoire des acides gras oméga-6, comme il a été expliqué plus haut,.
Sources primaires d'oméga-6
- tournesol : huile de tournesol[16], graines de tournesol[16], margarine de tournesol[6],[42],[16] ;

- maïs : maïs en grain, huile de maïs[16], popcorn, chips de maïs[6],[10],[42] ;

- huile de palme[16],[42] ;

- huile de palmiste ;

- soja : huile de soja, sauce au soja, lait de soja, margarines à l'huile de soja[19],[20],[16],[10],[Notes 5],[Notes 6] ;

- huile de carthame et de bourrache[16] ;

- huile de pépins de raisin[27],[16] ;

- huile d'arachide[42],[16] ;

- sésame : huile de sésame et graines de sésame[16] ;

- graines de pavot.

Parmi les huiles végétales mentionnées ici, on soulignera le ratio oméga-6 / oméga-3 très élevé de l'huile de tournesol, qui est l'huile la plus utilisée par l'industrie agroalimentaire.
|                                             | Ratio oméga-6 / oméga-3 | Réf.   |
| ------------------------------------------- | ----------------------- | ------ |
| Huile de carthame riche en acide linoléique | 746                     | [ 77 ] |
| Huile de pépins de raisin                   | 696                     | [ 78 ] |
| Huile de tournesol                          | 657                     | [ 79 ] |
| Huile d'arachide                            | 320                     | [ 80 ] |
| Huile de sésame                             | 137                     | [ 81 ] |
| Graines de pavot                            | 104                     | [ 82 ] |
| Huile de maïs                               | 46                      | [ 83 ] |
| Huile de palme                              | 45                      | [ 84 ] |
| Huile de palmiste                           | 16                      | [ 85 ] |
| Huile de soja                               | 8                       | [ 86 ] |

Les ratios les plus élevés sont les plus mauvais.
Sources secondaires d'oméga-6
- viande et lait de bétail nourri au maïs, au soja[19],[20],[16],[10],[Notes 8] et à l'huile de palme[21] ;

- œufs de poules nourries aux grains de maïs et de soja : « 70 % des œufs pondus en France sont pondus par des poules qui picorent du soja et du maïs » et on trouve dans ces œufs « entre 20 et 30 oméga-6 pour 1 oméga-3 »[87] ;

- viande de poulets nourris aux grains de maïs ;

- poisson d'élevage nourri au maïs[22] ;

- nourriture transformée industriellement, chargée en oméga-6 à cause de l'utilisation massive des huiles de tournesol et de maïs ainsi que des sous-produits industriels du maïs et du soja, comme expliqué plus haut[1],[6],[20],[16].

## Fruits et légumes anticancer

### Recommandations officielles

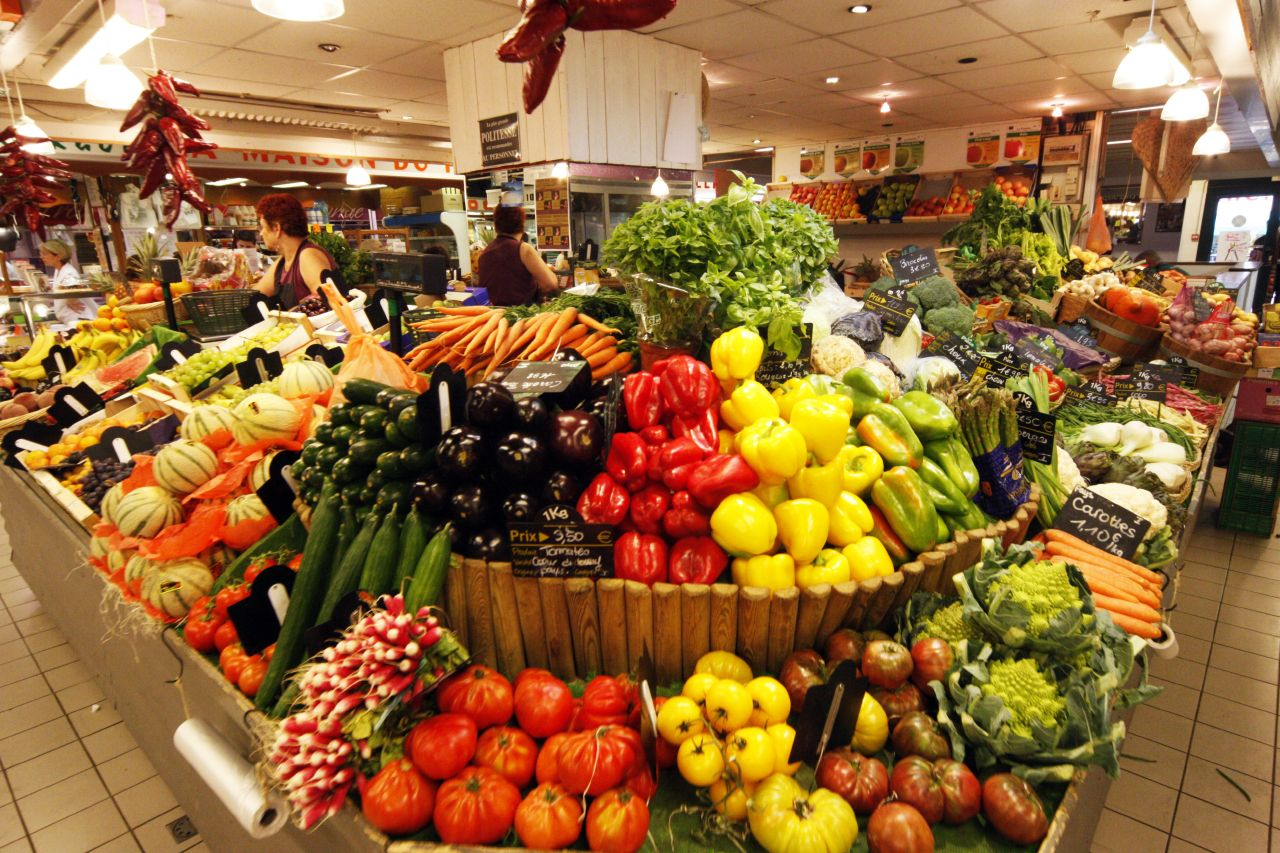
Fruits et légumes.

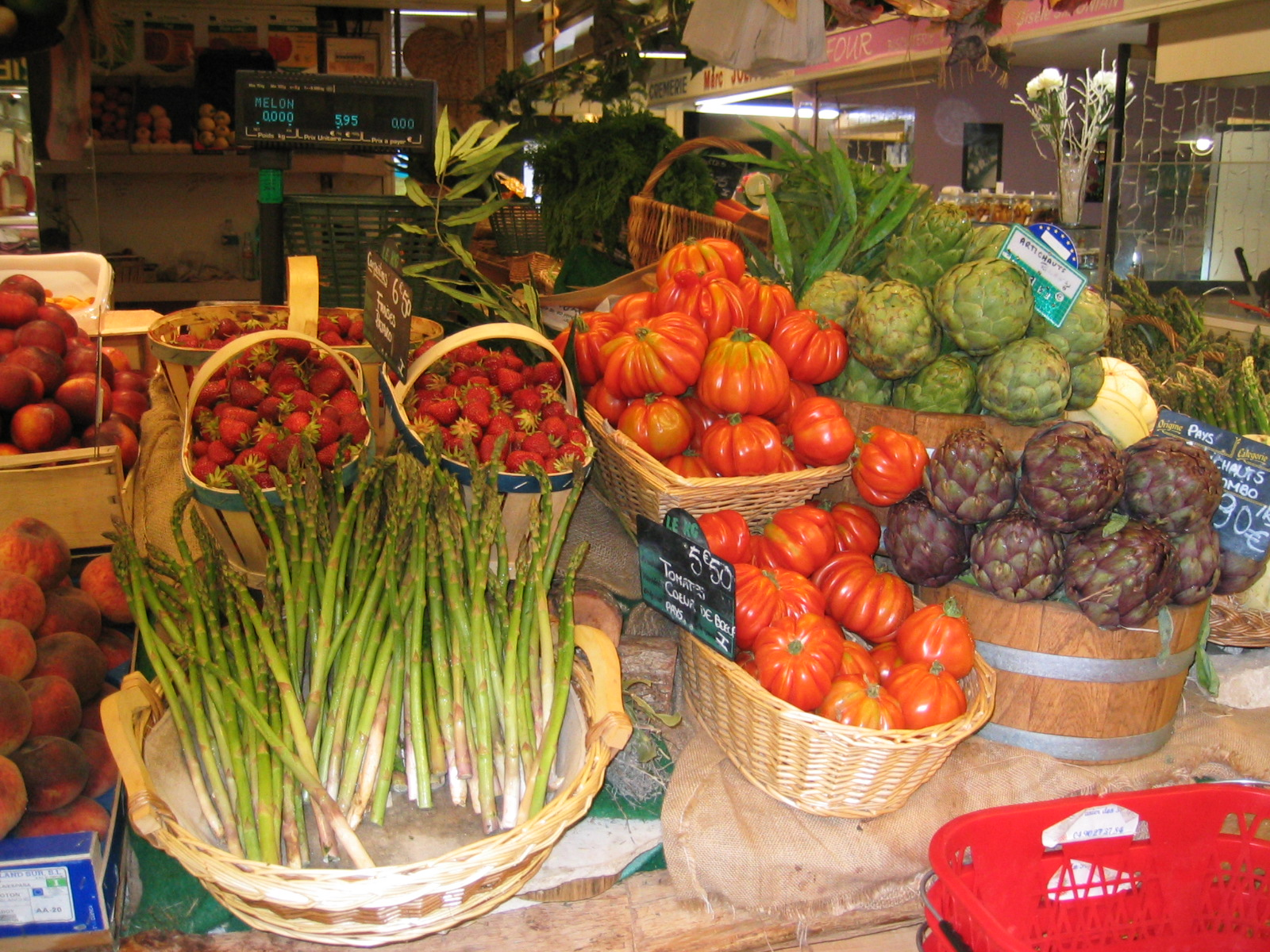
Primeurs.

Les experts du Fonds mondial de recherche contre le cancer estiment que les fruits et légumes diminuent probablement le risque de souffrir de certains types de cancers, comme les cancers de la bouche, du pharynx, du larynx, de l'œsophage, de l'estomac, de la prostate, du poumon, le cancer colorectal, celui des ovaires et de l'endomètre.
Pour l'Organisation Mondiale de la Santé (OMS), « Les régimes alimentaires riches en fruits et en légumes pourraient avoir un effet protecteur contre de nombreux cancers. » et la consommation insuffisante de fruits et légumes figure parmi les principaux facteurs de risque de cancer.
Dans son rapport « Nutrition et cancer » de mai 2011, l'agence française ANSES (Agence nationale de sécurité sanitaire de l'alimentation, de l'environnement et du travail) constate que « La relation directe entre consommation de légumes et de fruits et la diminution de risque de cancer est jugée probable pour les cancers de la bouche, du pharynx, du larynx, de l'œsophage, de l'estomac et du poumon (pour les fruits seulement). L'effet protecteur des fruits et légumes serait associé à leur teneur en divers micronutriments et microconstituants, capables d'agir sur des mécanismes potentiellement protecteurs. De plus, la consommation de légumes contribue de manière probable à diminuer le risque de prise de poids, de surpoids et d'obésité, eux-mêmes facteurs de risque de plusieurs cancers. ».
Le Fonds mondial de recherche contre le cancer (World Cancer Research Fund) et l'ANSES recommandent de « consommer chaque jour au moins 5 fruits et légumes variés pour atteindre au minimum 400 g par jour »,.
Selon le Pr Béliveau, c'est le strict minimum : « L'idéal, c'est sept à dix par jour. ».
L'American Institute for Cancer Research (AICR) recommande de manger plus de légumes, de fruits et de céréales.

### Mode d'action
Les molécules anticancéreuses contenues dans l'alimentation peuvent maintenir à l'état latent les tumeurs microscopiques qui apparaissent en permanence dans l'organisme et les empêcher de progresser.

Selon le Pr Richard Béliveau : 

« Dans de nombreux fruits et légumes, on retrouve des molécules qui, pharmacologiquement, ont le même effet que certains médicaments de chimiothérapie. Certaines de ces molécules sont cytotoxiques (elles détruisent les cellules cancéreuses), certaines de ces molécules sont pro-apoptotiques (elles induisent la cellule cancéreuse à se suicider), certaines de ces molécules sont anti-inflammatoires (elles bloquent l'inflammation dont la cellule cancéreuse a besoin pour son développement). »

D'autres molécules d'origine végétale auraient un effet antiangiogénique : elles préviendraient la formation des vaisseaux sanguins qui nourrissent la croissance des microtumeurs (angiogenèse).
Plusieurs de ces molécules sont des antioxydants, c'est-à-dire des substances produites par les plantes pour se protéger des dommages provoqués par l'oxygène durant la photosynthèse : on peut citer l'acide ascorbique (vitamine C), le tocophérol (vitamine E), les polyphénols, les flavonoïdes, les caroténoïdes (bêta-carotène, lycopène) et les tanins.

### Études de population et méta-analyses
Plusieurs centaines d'études de population, notamment regroupées dans de grandes méta-analyses comme EPIC (European Prospective Investigation into Cancer and Nutrition), INCA2 ou MOOSE, ont évalué les bienfaits potentiels des fruits et légumes dans la lutte contre le cancer. Dans plus de 80 % des travaux pris en compte, un effet protecteur a été trouvé, en particulier pour les cancers des voies supérieures, de l'estomac, du poumon, du côlon et du rectum.
Les résultats de l'étude EPIC, qui doivent être confirmés, montrent que la consommation de fruits et légumes est associée à une diminution significative du risque de cancer du côlon chez les non-fumeurs et les ex-fumeurs.
La méta-analyse du Fonds mondial de recherche contre le cancer a recensé les aliments végétaux qui ont un effet protecteur possible contre certains cancers. Les aliments de la famille des alliacées (ail, oignon, poireau, échalote, ciboulette), par exemple, auraient une action bénéfique contre le cancer de l'estomac et contre le cancer colorectal.

### Expérimentationin vitro
Les recherches du professeur Béliveau et de son équipe ont montré que certains légumes et certains fruits ont un effet inhibiteur sur des tumeurs humaines mises en culture pendant 24 ou 48 heures sur des milieux qui contiennent différents extraits d'aliments,.
Le tableau ci-dessous montre les taux d'inhibition de la croissance tumorale observés par le professeur Béliveau et son équipe par rapport à des échantillons de contrôle, tels que reproduits dans le petit ouvrage Les réflexes anticancer au quotidien de David Servan-Schreiber, disponible en ligne, qui en donne une représentation plus visuelle,.
| Taux d'inhibition | Cancer du cerveau                                                         | Cancer du côlon                                                  | Cancer de la prostate                                           | Cancer du sein                                            | Cancer du poumon                                               |
| ----------------- | ------------------------------------------------------------------------- | ---------------------------------------------------------------- | --------------------------------------------------------------- | --------------------------------------------------------- | -------------------------------------------------------------- |
| Plus de 90 %      | ail, poireau, chou, betterave, oignon, brocoli, canneberge, épinard       | ail, oignon, poireau, chou, brocoli, betterave, épinard, asperge | ail, chou, oignon, poireau, brocoli                             | ail, poireau, oignon, chou, brocoli, radis                | ail, poireau, oignon, chou                                     |
| 80 à 90 %         | oignon jaune, haricot, chou rouge                                         | Navet                                                            | betterave, chou rouge, céleri                                   | navet                                                     | betterave, épinard                                             |
| 70 à 80 %         | asperge, céleri, navet, fraise                                            | aubergine                                                        | navet, poivron orange, épinard, concombre                       | chou vert, chou rouge                                     | chou vert, aperge                                              |
| 60 à 70 %         |                                                                           | chou rouge                                                       | asperge, courge                                                 | asperge, épinard                                          | chou fleur, oignon jaune, brocoli                              |
| 50 à 60 %         | courge                                                                    | laitue, haricot vert                                             | fenouil, radis, aubergine, pomme de terre, tomate, chou chinois | betterave, pomme de terre, concombre, poivron orange      | navet                                                          |
| 20 à 50 %         | concombre, tomate, radicchio, cerise, fenouil                             | céleri, pomme de terre, chou chinois, fenouil                    | endive, laitue, haricot                                         | céleri                                                    | aubergine, chou rouge, laitue, haricot, céleri, pomme de terre |
| Moins de 20 %     | carotte, chou chinois, pomme de terre, endive, laitue, poivron, aubergine | courge, carotte, endive, poivron orange, concombre               | carotte                                                         | laitue                                                    | chou chinois, fenouil, courge, carotte, endive                 |
| Effet contraire   | radis, melon de Cavaillon                                                 | radis, tomate, piment                                            |                                                                 | endive, fenouil, tomate, carotte, chou chinois, aubergine | poivron orange, concombre, radis, tomate                       |

Il ressort de ces résultats que les légumes de la famille des alliacées (ail, oignon, poireau, échalote, ciboulette) et de la famille des brassicacées (chou et brocoli) ainsi que les fruits rouges (canneberge, fraise, cerise) figurent dans le peloton de tête des aliments anticancer les plus efficaces,,,,,.
On voit également que certains aliments ont un effet contraire et stimulent la croissance des cellules cancéreuses par rapport aux échantillons témoins mais cet effet varie en fonction du type de cancer : le radis, par exemple, stimule le cancer du cerveau, du côlon et du poumon, mais il inhibe le cancer de la prostate et le cancer du sein.

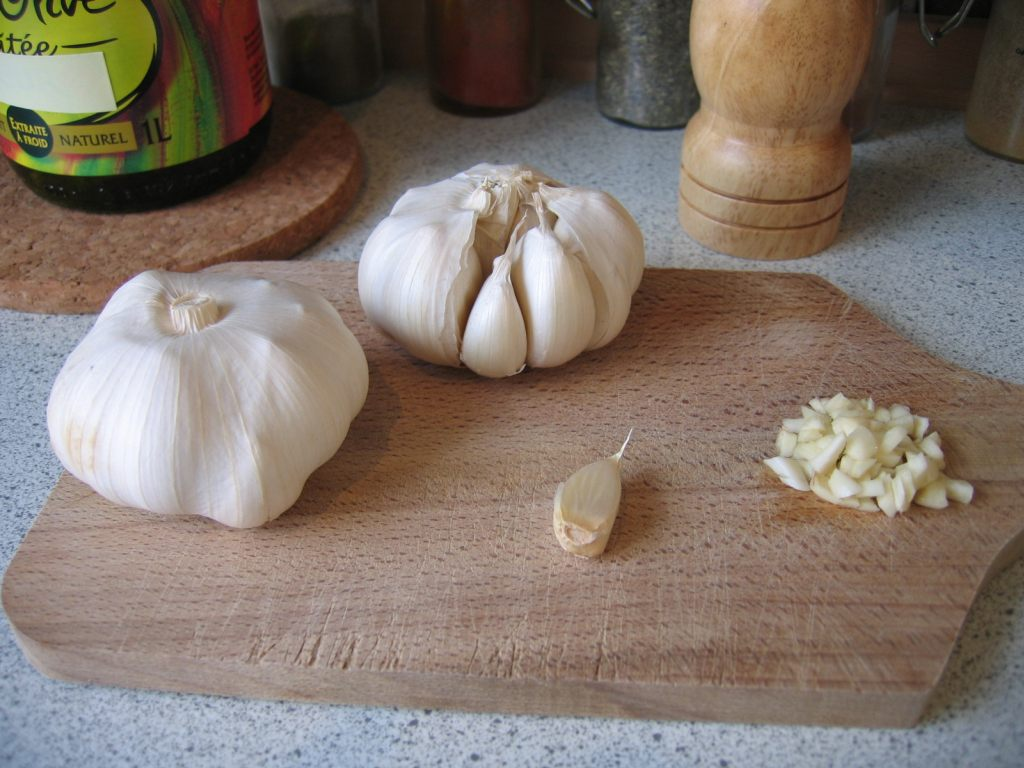
Ail.
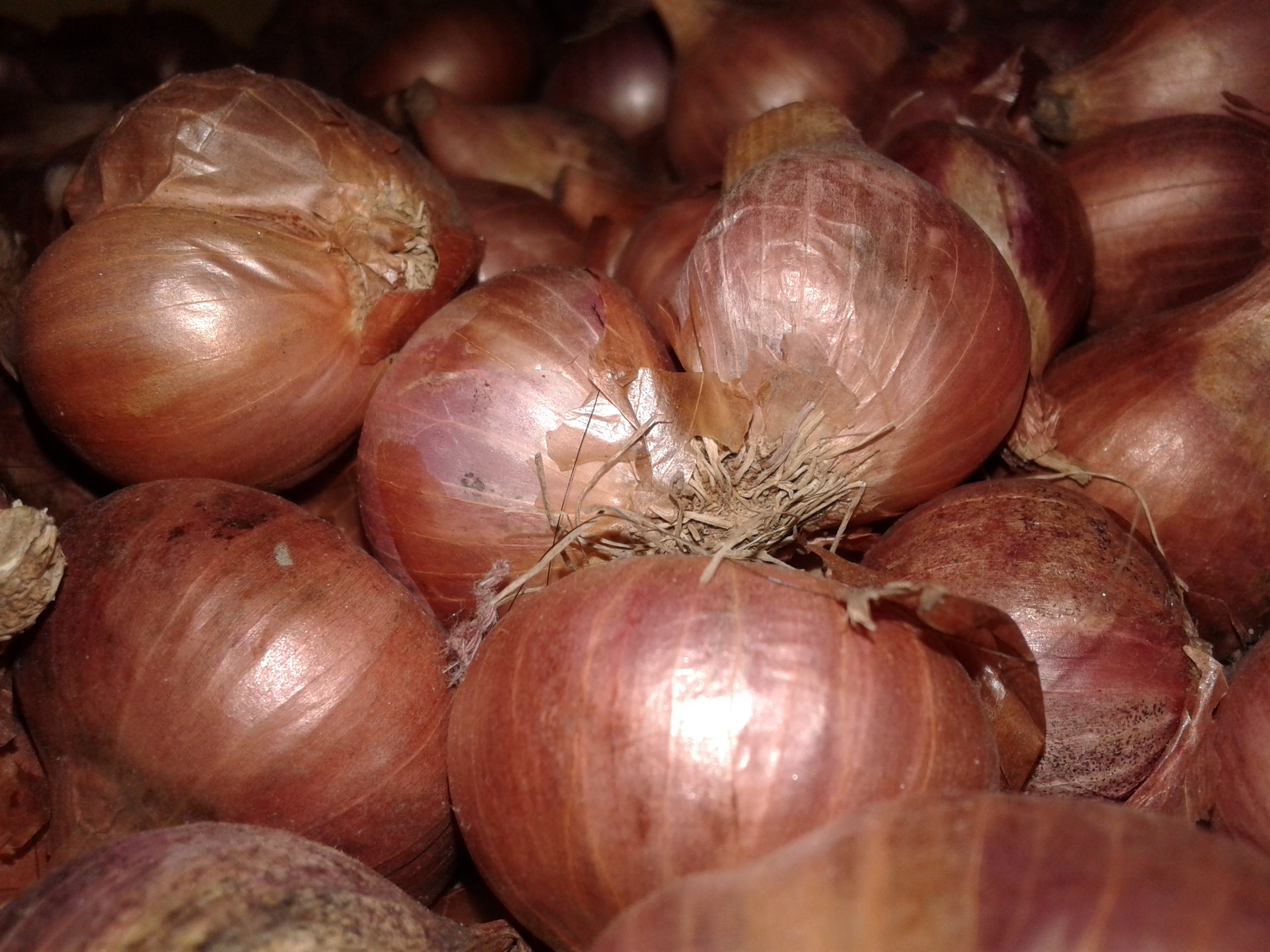
Oignons.
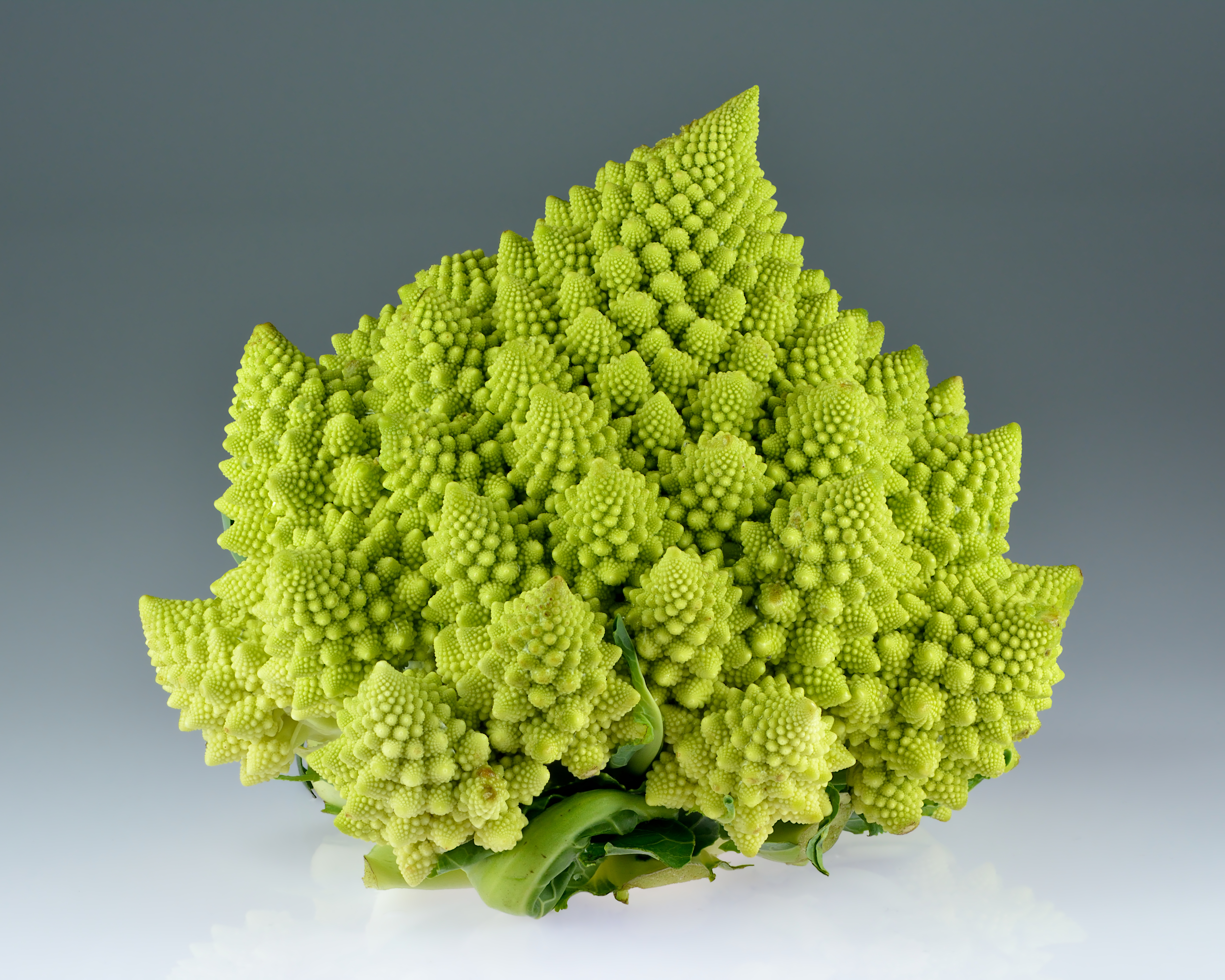
Chou Romanesco.

### Expérimentationin vivochez l'animal
Le professeur Béliveau et son équipe ont ensuite implanté des tumeurs humaines à des souris de laboratoire.
Les souris nourries par voie orale avec un cocktail des aliments anticancer les plus efficaces trouvés lors des tests in vitro ci-dessus ont montré une réduction de 90 % de la masse tumorale par rapport aux souris témoins, alimentées avec une nourriture classique de souris de laboratoire.

## Curcuma

### L'anti-inflammatoire naturel le plus puissant

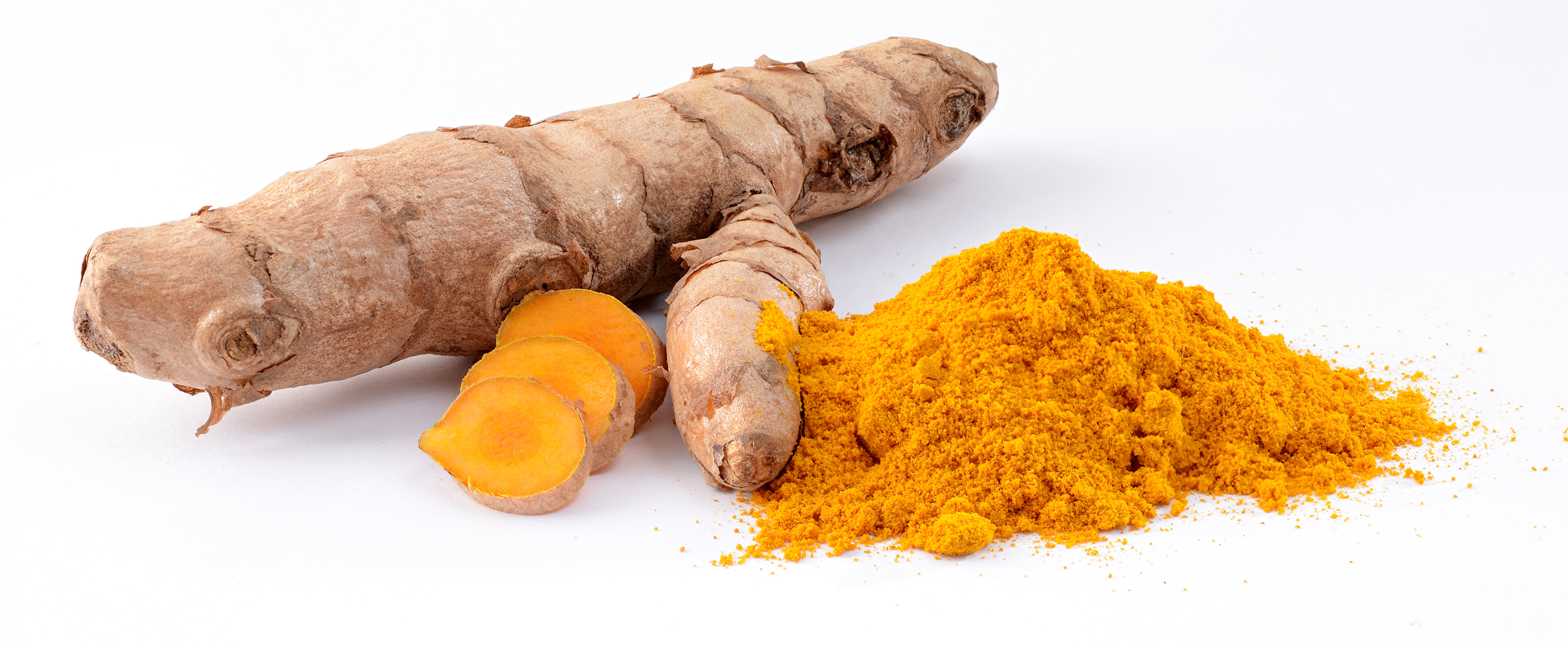
Curcuma.

Le curcuma, ou safran des Indes (appelé turmeric en anglais), est une épice qui provient du broyage du rhizome séché de la plante Curcuma longa, (qui fait partie de la famille du gingembre) et constitue la base du curry auquel elle confère sa couleur jaune. En Inde, le curcuma est utilisé dans la médecine ayurvédique depuis au moins trois mille ans,.
Il est l'anti-inflammatoire naturel le plus puissant identifié à ce jour,,,.
Son principe actif est la curcumine, un polyphenol qui est la molécule végétale la plus étudiée par les scientifiques pour son potentiel anticancer. Les pouvoirs anti-inflammatoires de la curcumine ont été confirmés dans plus de 3 000 publications scientifiques et elle a également des propriétés antioxydantes (indice ORAC 159.277), anti-virales, anti-bactériennes, anti-fongiques, anti-coagulantes, anti-allergiques, anti-arthritiques, anti-diabétiques et anti-Alzheimer,,. Excellent cicatrisant, il est également employé pour soigner les ulcères de l'estomac et pour protéger le foie.

### Synergie avec le poivre noir

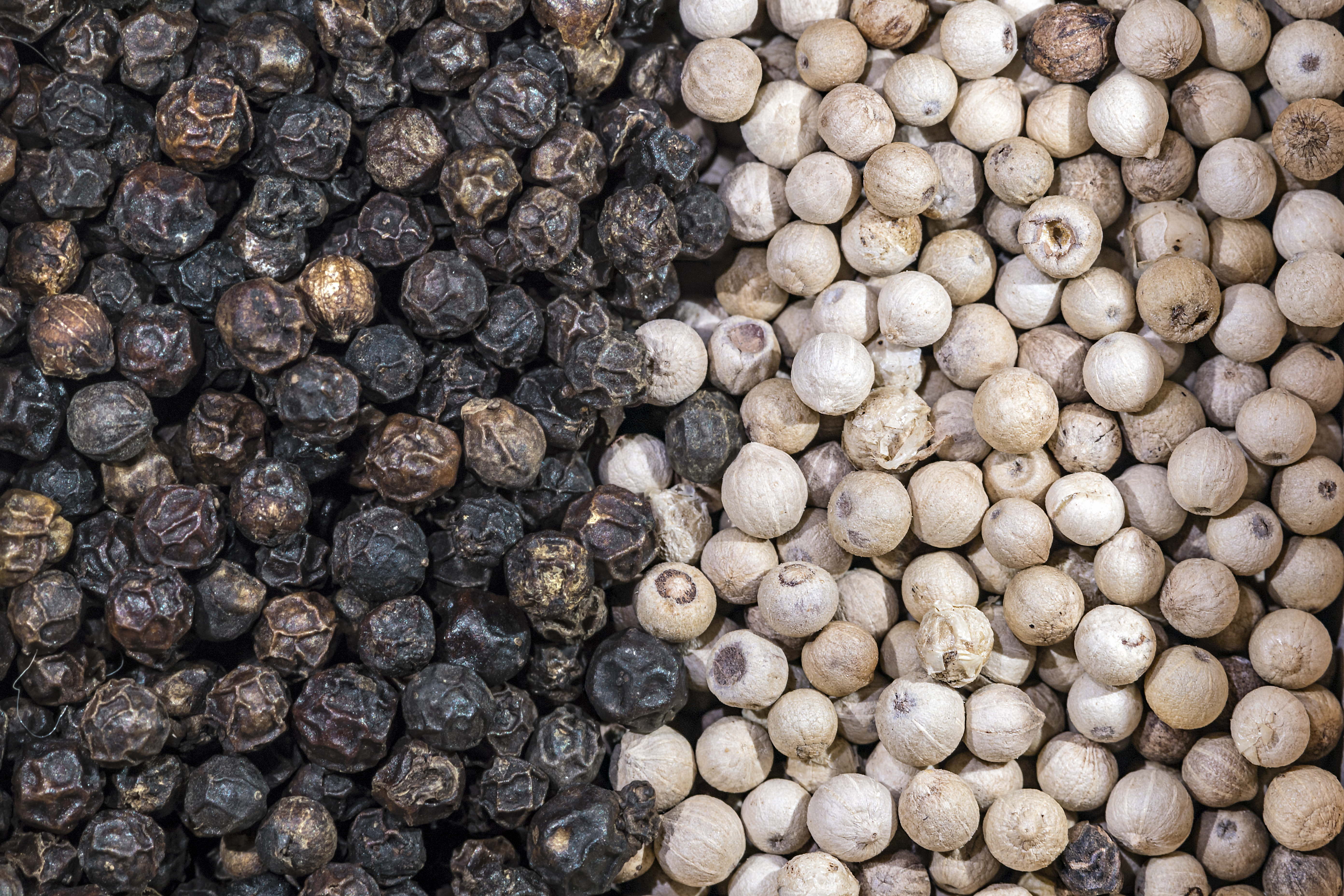
Poivre noir.

La biodisponibilité de la curcumine est faible, ce qui signifie que seule une petite fraction de la curcumine consommée atteint le sang et les tissus.
Cette biodisponibilité est cependant fortement augmentée en présence de poivre noir,,. Selon le Pr Béliveau, le poivre noir augmente de mille fois la biodisponibilité du curcuma dans l'intestin : d'après lui, « prendre le curcuma sans poivre noir n'est presque pas efficace ».
Cet effet est dû à la piperine du poivre qui, par ailleurs, augmente également la biodisponibilité de la catéchine du thé (voir plus loin) et montre également en elle-même des propriétés anti-inflammatoires, antioxydantes, anticancéreuses et anti-pyrétiques lors de tests en laboratoire,.

### Curcuma et cancer

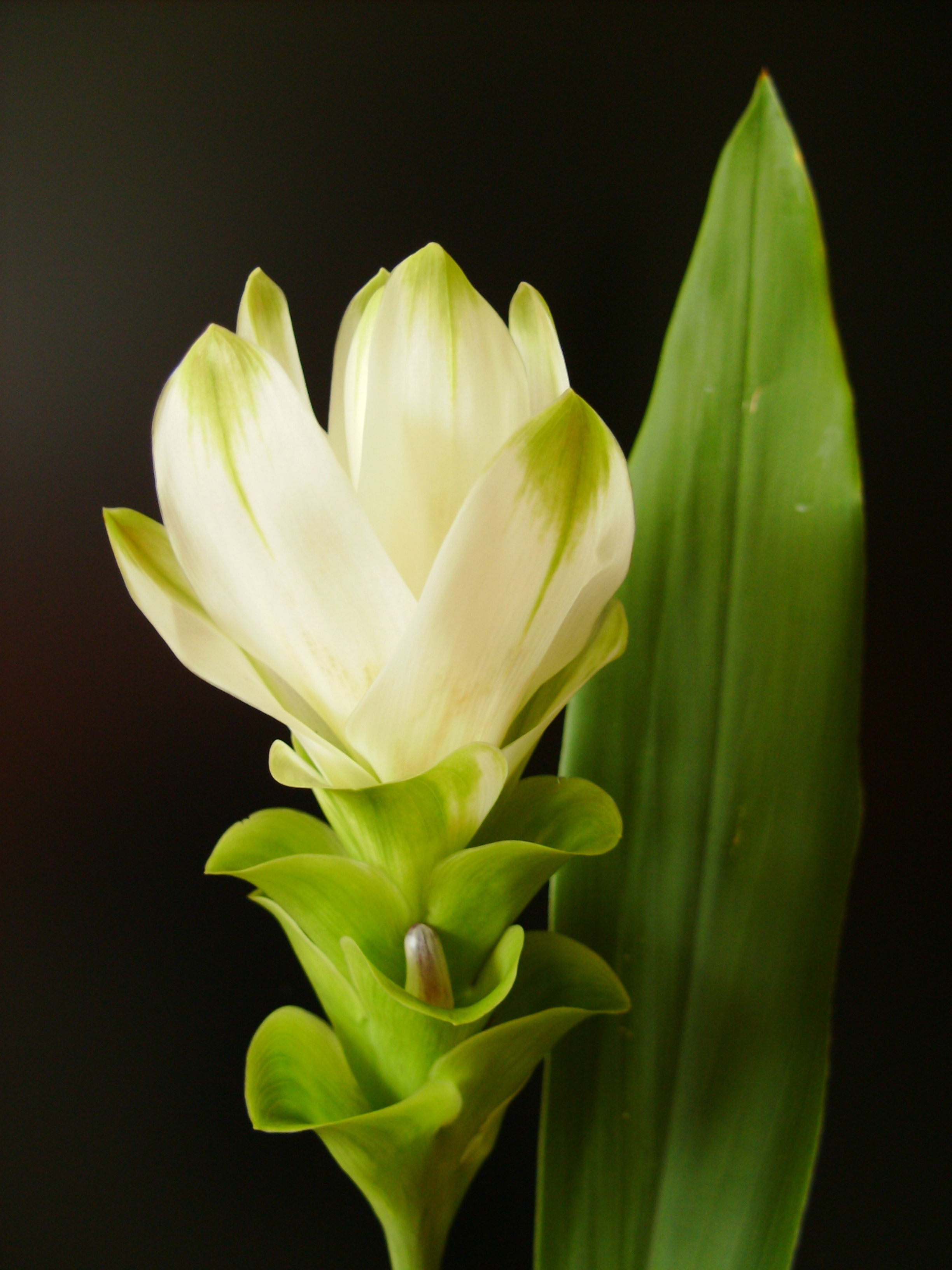
Curcuma longa.

Les Indiens consomment environ 1 000 fois plus de curcuma que les Américains, or, la fréquence des cancers en Inde est de 5 à 20 fois moindre, selon le type de cancer,,. Des chercheurs estiment qu'il pourrait expliquer l'écart impressionnant entre les taux de certains cancers en Inde par rapport aux pays occidentaux.
Un grand nombre de recherches ont déjà été menées sur les propriétés anticancer du curcuma, mais les résultats n'en sont encore qu'à leurs débuts.
Les études de laboratoire menées sur des cellules cancéreuses ainsi que sur des animaux de laboratoire montrent que la curcumine peut aider à prévenir ou à traiter différents types de cancers, dont le cancer de la prostate, du côlon, du sein, de l'intestin, de l'estomac et de la peau,. La curcumine semble capable de tuer les cellules cancéreuses, (action pro-apoptose), de prévenir la formation des vaisseaux sanguins qui nourrissent la croissance des microtumeurs (action anti-angiogenèse) et de réduire la formation de métastases,, comme le montrent en particulier les recherches du Pr Bharat Aggarwal, chef de la section de recherche sur les cytokines au Centre médical MD Anderson à Houston.
Selon Bharat Aggarwal « il n'y a pas de cancer qui ne réponde pas à la curcumine » et « la curcumine et un inhibiteur de toutes les grandes étapes de la formation du cancer ».
Mais ces résultats n'ont pas encore été confirmés chez l'homme, en raison du manque d'études cliniques randomisées en double aveugle,.
Malgré cela, le Centre médical MD Anderson à Houston (Texas), un des plus gros centres d'oncologie de la planète, traite les patients atteints du cancer avec de la curcumine.

## Antioxydants

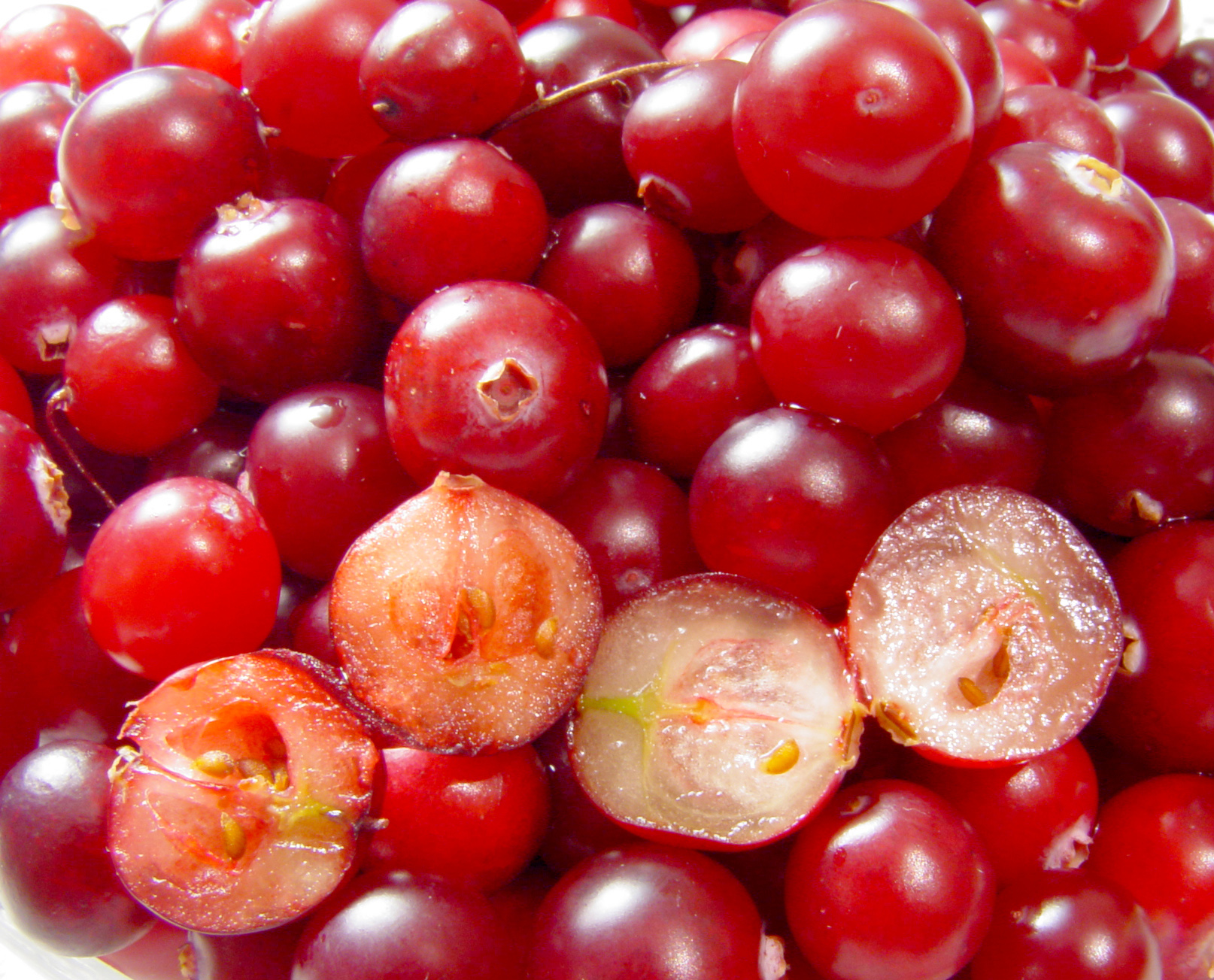
Baies de canneberge.

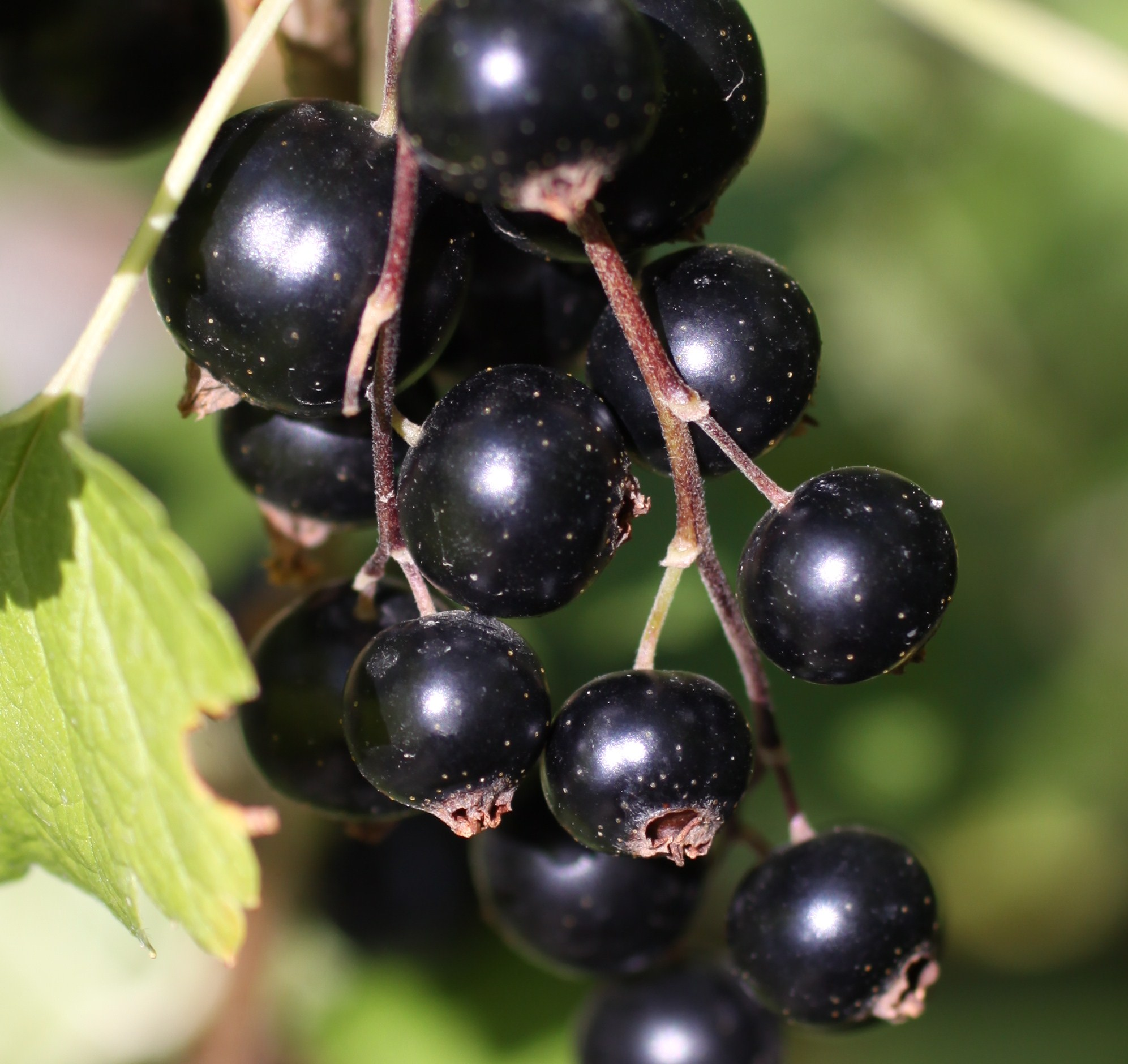
Cassis.

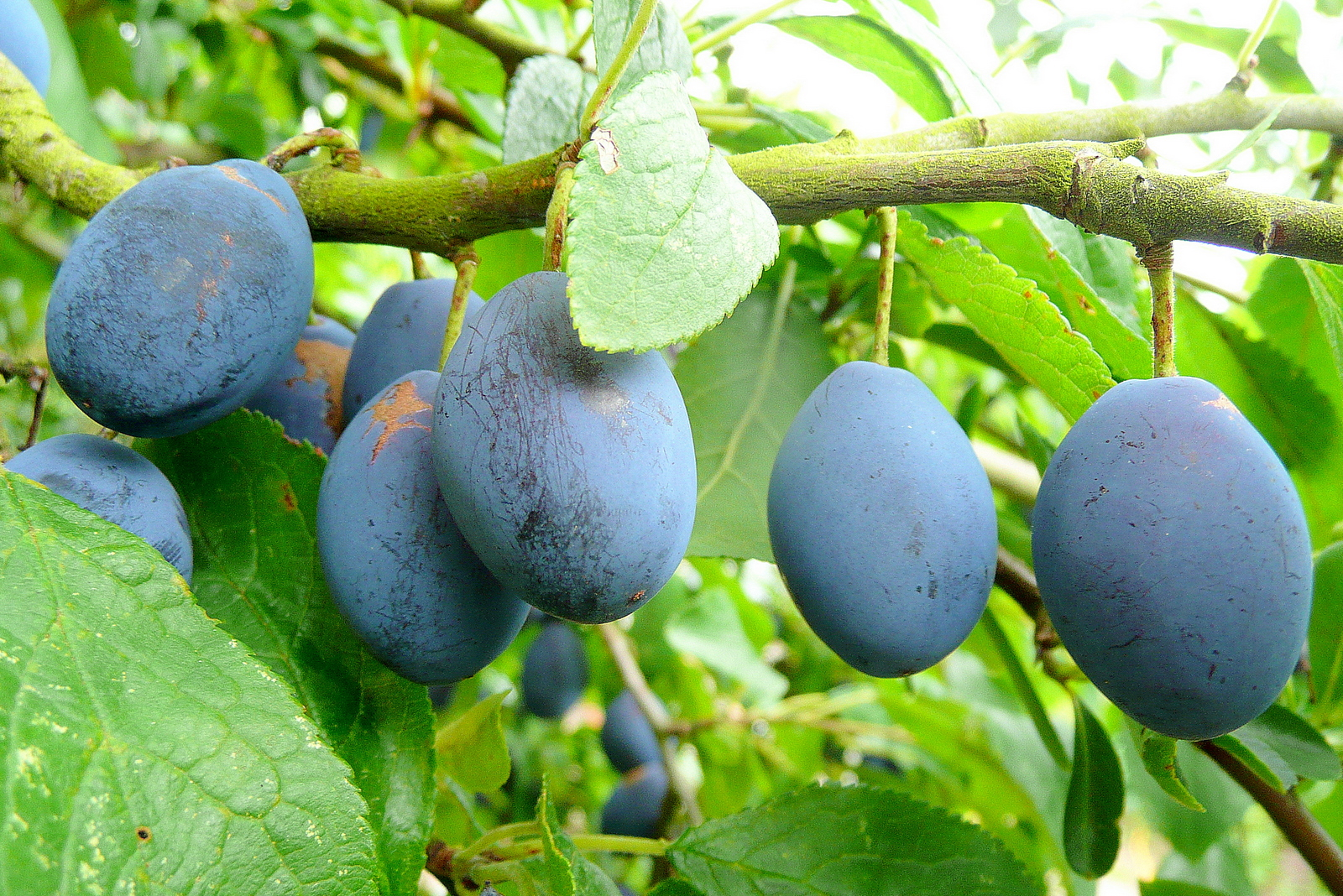
Prunes.

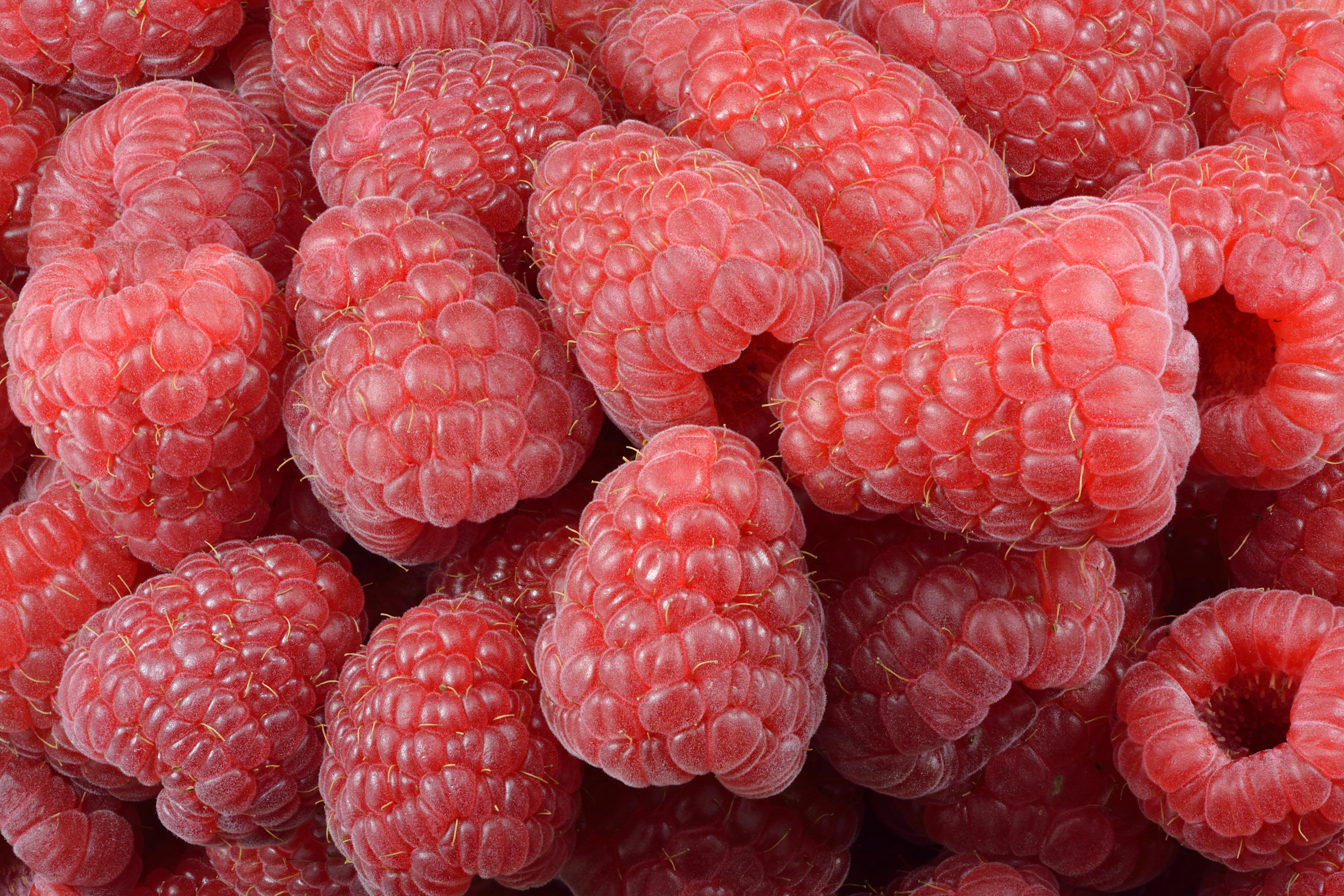
Framboises.

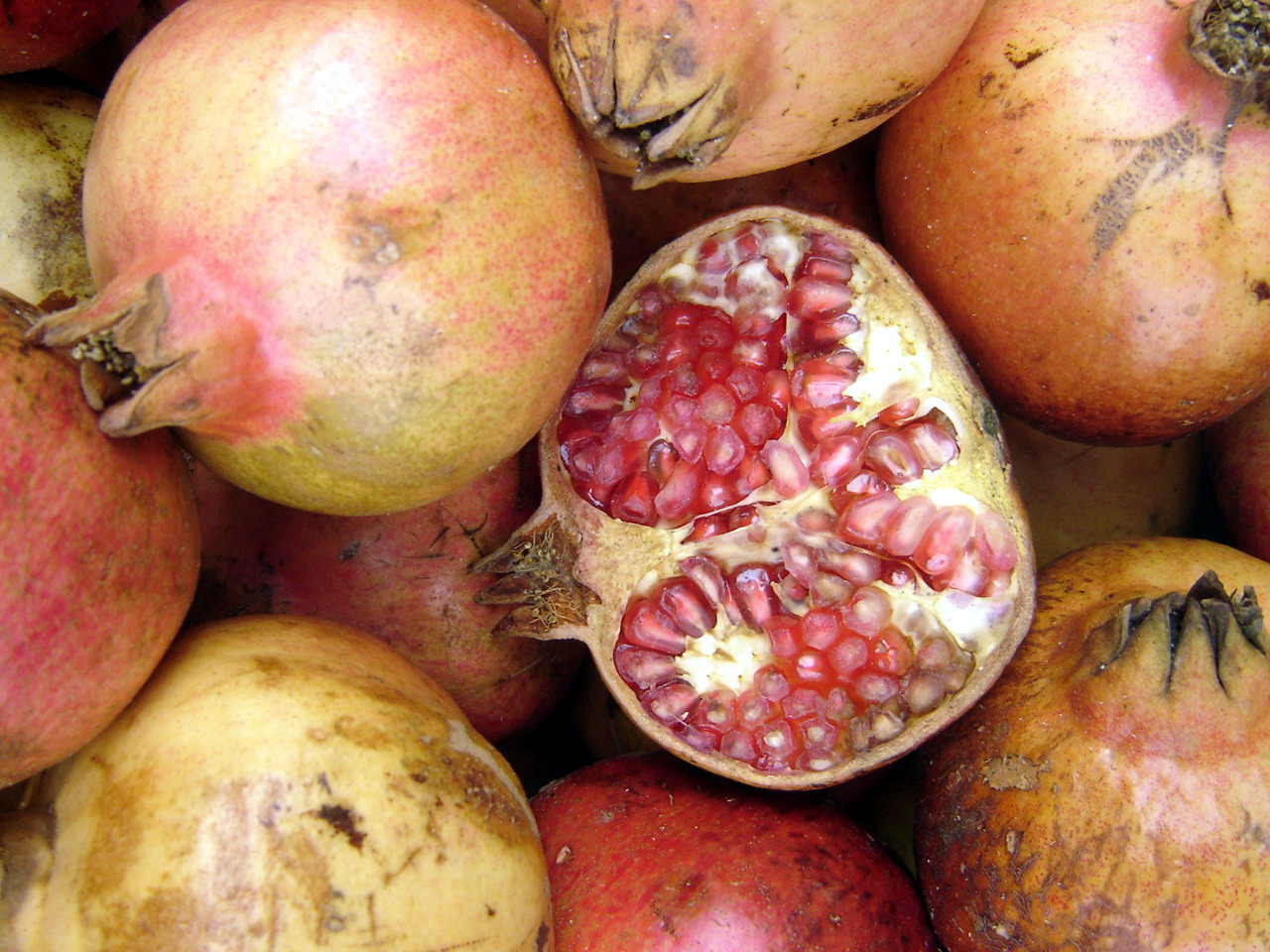
Grenades.

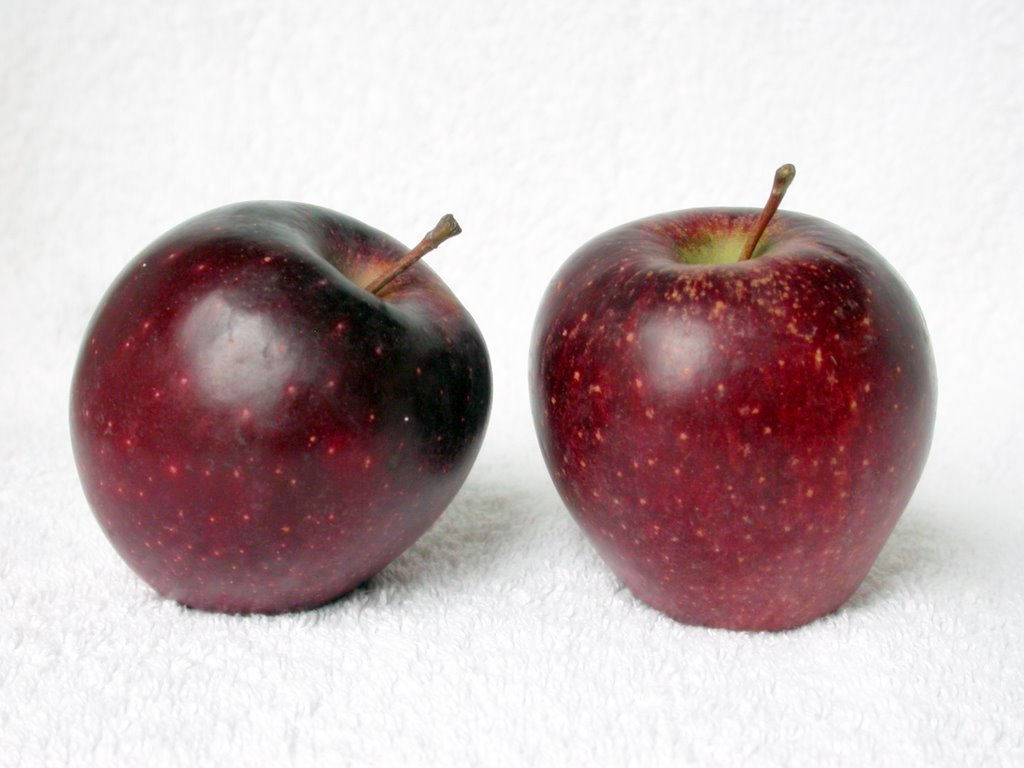
Pommes Red Delicious.

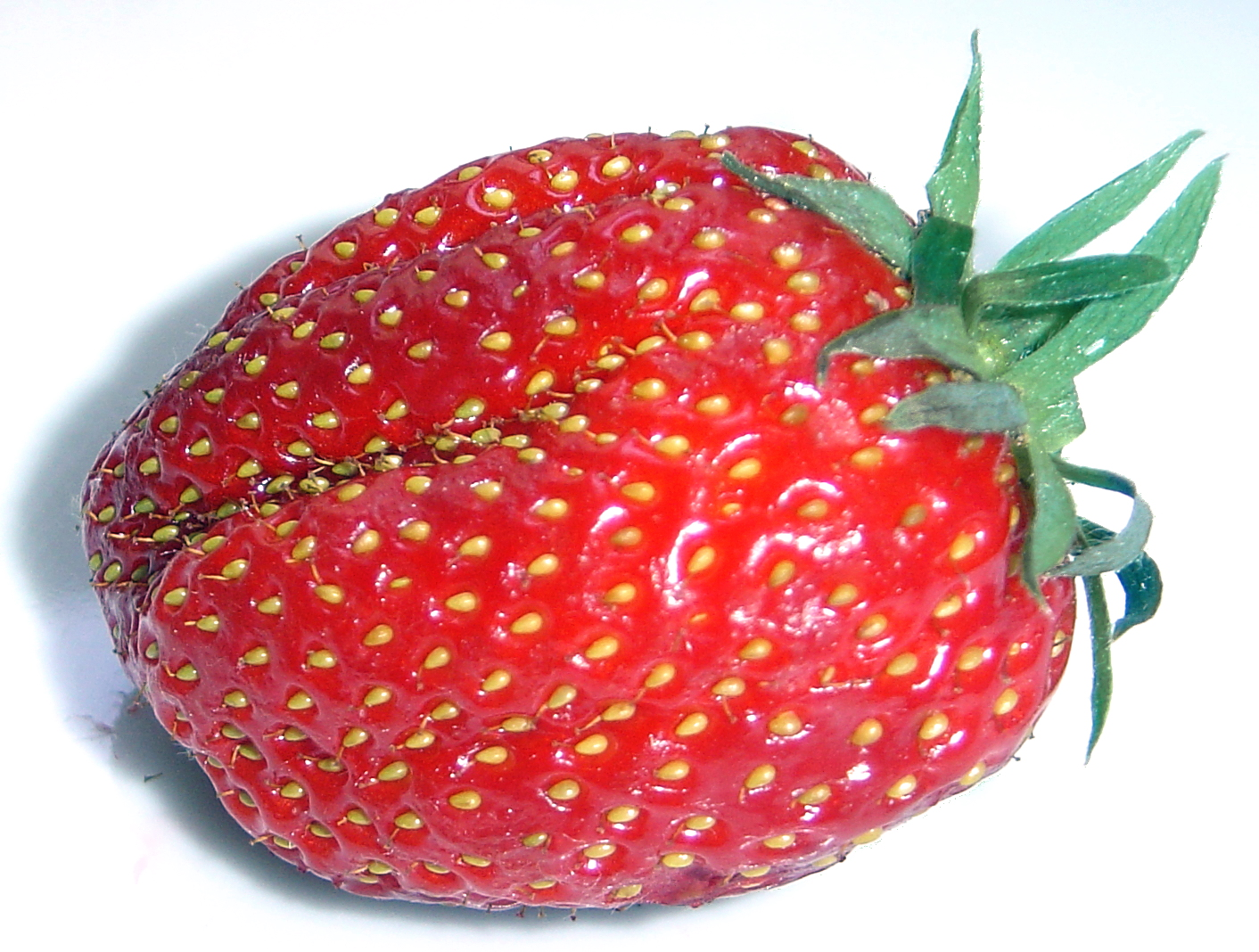
Fraise.

Les radicaux libres sont des substances très réactives capables d'initier des réactions en chaîne utiles mais aussi nuisibles au corps humain.
Ces substances ont un effet cancérigène qui résulte de l'oxydation des protéines, de l'ADN (mutagenèse) et des lipides des membranes cellulaires (lipoperoxydation),. Elles sont impliquées dans le processus du vieillissement et des maladies dont la fréquence augmente avec l'âge comme les cancers, les maladies cardio-vasculaires, la maladie d'Alzheimer et l'ostéoporose.
Les radicaux libres peuvent être d'origine exogène, produits par exemple par les radiations (ultra-violets, rayons gamma), ou endogène, apparaissant comme sous-produits de la respiration, et du métabolisme de l'oxygène.
Pour lutter contre ces agents agressifs, les cellules du corps humain disposent de systèmes de défense consistant en antioxydants endogènes, principalement des enzymes comme la catalase, la superoxyde dismutase, la glutathion peroxydase, la peroxyrédoxine, la glutathion réductase et la coenzyme Q10 également connue sous le nom d'ubiquinone,,.
Mais ces antioxydants endogènes peuvent ne pas suffire, et un apport extérieur peut alors se révéler nécessaire, sous la forme d'antioxydants exogènes présents dans les légumes et les fruits,, :
- des vitamines comme la vitamine C et la vitamine E ;
- des minéraux comme le zinc et le sélénium ;
- les caroténoïdes ;
- les polyphénols, dont les flavonoïdes et les catéchines ;
- le lycopène de la tomate.

### Fruits rouges et noirs
Les fruits rouges et noirs constituent une des principales sources d'antioxydants exogènes, en particulier des polyphénols et plus particulièrement des anthocyanes :
- les baies d'açaí, surtout les variétés pourpres[121], qui présentent la plus haute activité antioxydante sur les radicaux péroxyles jamais constatée chez un aliment[122] ;
- les baies de canneberge, riches en vitamine C et en antioxydants, mais qui protègent également les muqueuses en empêchant les bactéries d'y adhérer, renforçant ainsi la muqueuse gastrique et prévenant les infections urinaires[123] ;
- le cassis, très riche en vitamine C[117] ;
- la prune ;
- la mûre, riche en flavonoïdes et en phytostérols[117] ;
- la framboise, dont les polyphénols ont une action anti-inflammatoire importante[117] ;
- la myrtille (dont la cousine américaine est appelée bleuet ou blueberry), qui renferme plus de 20 antioxydants, ce qui lui confère des propriétés anti-âge[117] ;
- la grenade, riche en tanins et en flavonoïdes[29] dont le jus pourrait retarder la progression de certains cancers, tels le cancer de la prostate, le cancer du côlon et le cancer du sein[124] ;
- la pomme, dont tant les variétés vertes (Granny Smith, Golden Delicious) que les variétés rouges (Red Delicious, Gala) sont riches en antioxydants[125], dont les pommes sont la première source dans l'alimentation occidentale[29] ;
- la fraise, qui neutralise plus particulièrement les nitrosamines, des composés cancérogènes qui se forment dans le tube digestif à partir des nitrites et des nitrates ;
- la cerise ;
- la groseille rouge, riche en fibres par ailleurs[117] ;
- les baies de goji, utilisées depuis au moins 2 000 ans dans la médecine traditionnelle chinoise, qui auraient de nombreuses vertus dont celle de stimuler le système immunitaire par leurs propriétés anti-inflammatoires, mais elles ont fait l'objet de peu d'essais cliniques récents et fiables[126],[127] ;
- le raisin rouge.

Le pouvoir antioxydant des aliments est exprimé au moyen de l'indice ORAC (Oxygen Radical Absorbance Capacity) :
| Fruit               | nom anglais            | ORAC (fruit) | ORAC (jus) |
| ------------------- | ---------------------- | ------------ | ---------- |
| Baies d'açaí        | Açaí                   | 102700       |            |
| Baies de canneberge | Cranberry              | 9090         | 1452       |
| Cassis              | Blackcurrant           | 7957         |            |
| Prune               | Plum                   | 7581         | 2036       |
| Mûre                | Blackberry             | 5905         |            |
| Framboise           | Raspberry              | 5065         |            |
| Bleuet              | Blueberry              | 4669         | 2359       |
| Grenade             | Pomegranate            | 4479         | 2681       |
| Pomme Red Delicious | Red Delicious apple    | 4275         | 1002       |
| Fraise              | Strawberry             | 4032         | 1002       |
| Datte               | date                   | 3895         |            |
| Cerise              | Cherry                 | 3747         | 2370       |
| Groseille rouge     | Red currant            | 3387         |            |
| Figue               | Fig                    | 3383         |            |
| Baies de goji       | Goji berry (wolfberry) | 3290         |            |
| Pomme Gala          | Gala apple             | 2828         |            |
| Pêche               | Peach                  | 1922         |            |
| Raisin rouge        | Red grape              | 1837         | 1788       |
| Abricot             | Apricot                | 1110         |            |
| Nectarine           | Nectarine              | 919          |            |

Indice ORAC des principaux fruits rouges et noirs.
Outre le vin rouge, qui fait l'objet d'une section distincte plus loin dans cet article, le cidre est également une source non négligeable de polyphénols.

### Agrumes
Les agrumes sont une bonne source d'antioxydants alimentaires. Chez eux, les anti-oxydants les plus cités sont les flavonoïdes dont les flavanones,. Le zeste est spécialement riche en composés phénoliques qui se retrouvent dans leurs huiles essentielles,. L'hespérétine et l'auraptène donnent lieu à des recherches actives.

### Tomate

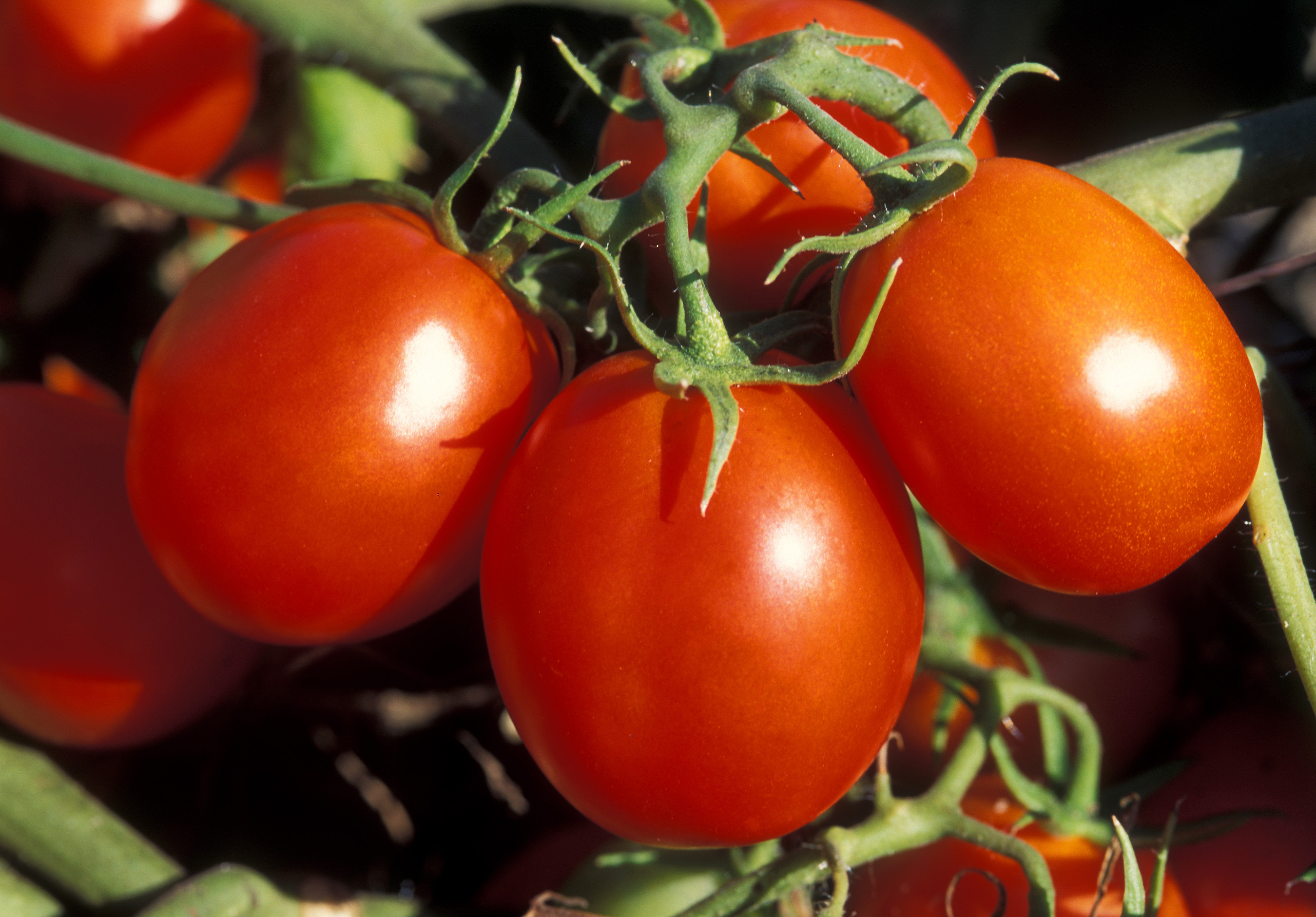
Tomates.

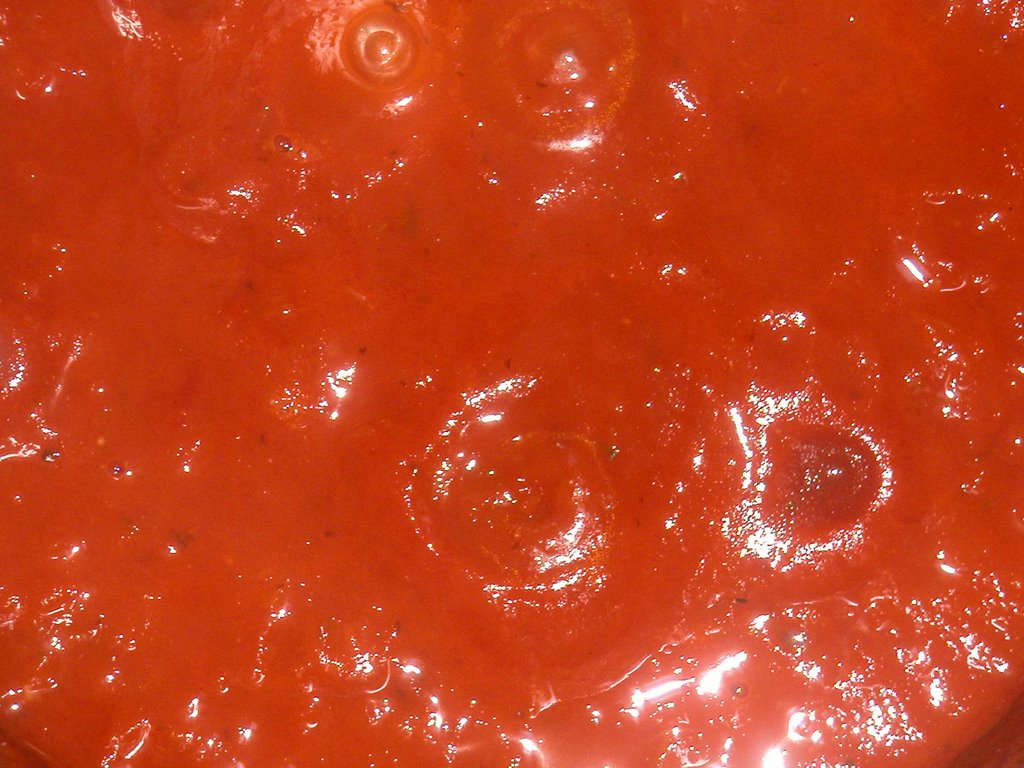
Sauce tomate.

#### Le lycopène
La tomate est riche en lycopène, un antioxydant de la famille des caroténoïdes, qui lui donne sa couleur rouge,,,,. La pelure de la tomate contient davantage d'antioxydants (composés phénoliques, vitamine C et lycopène) que sa chair et ses graines.
Le lycopène est à la fois le caroténoïde le plus abondant dans le corps humain et celui qui a le plus grand pouvoir antioxydant,. Une consommation abondante de tomates semble associée à une réduction de certains cancers, et en particulier celui de la prostate car, comme le souligne le Professeur Richard Béliveau, « le lycopène absorbé s'accumule préférentiellement au niveau de la prostate ». Les pays gros consommateurs de tomates comme l'Italie, l'Espagne et le Mexique sont beaucoup moins touchés par ce type de cancer.

#### Effet de la cuisson sur la biodisponibilité du lycopène
Alors que la cuisson a un effet néfaste sur les vitamines, elle a au contraire un effet positif sur le lycopène,.
La biodisponibilité du lycopène est en effet augmentée par la cuisson,,, et ce pour deux raisons :
- la cuisson dégrade la paroi des cellules et libère le lycopène et les autres caroténoïdes[135],[136] ;
- elle induit des changements dans la structure de la molécule de lycopène (isomérisation) : la forme « trans » du lycopène, qui domine dans la tomate crue et qui est mal absorbée par l'organisme, donne naissance lors de la cuisson à la forme « cis », qui est mieux absorbée[137],[141].

Les produits transformés de la tomate (jus, ketchup, sauce tomate, soupe) sont donc de meilleures sources de lycopène que la tomate crue.
Enfin, le lycopène étant liposoluble, il est mieux assimilé en présence de matières grasses comme l'huile d'olive ou le fromage,,,,.
| Aliment                    | Teneur en lycopène |
| -------------------------- | ------------------ |
| Concentré de tomates       | 29,3               |
| Coulis de tomates          | 17,5               |
| Ketchup                    | 17                 |
| Sauce tomate               | 15,9               |
| Soupe de tomates condensée | 10,9               |
| Tomates en conserve        | 9,7                |
| Jus de tomates             | 9,3                |
| Tomate cuite               | 4,4                |
| Tomate crue                | 3                  |

Teneur en lycopène (mg / 100 g),.

#### Études de population et méta-analyses

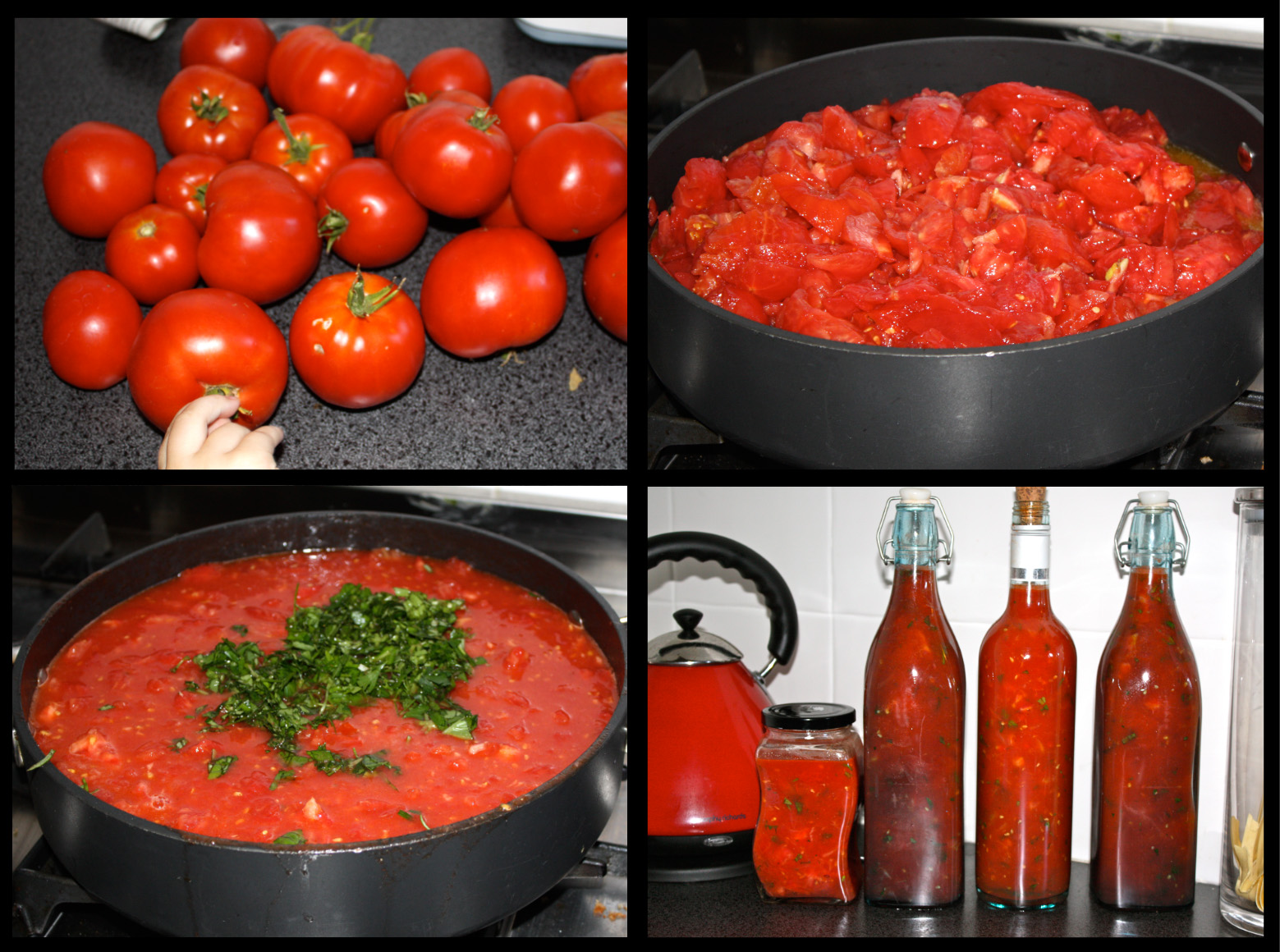
Sauce tomate.

Une étude de population menée pendant 12 ans (de 1986 à 1998) par le Dr Edward Giovannucci, de l'Université Harvard, auprès de 47.365 hommes américains (choisis parmi les professionnels de la santé) a montré que la consommation fréquente de produits dérivés de la tomate est associée à une diminution du risque de cancer de la prostate de 23 %, et même de 35 % pour les cancers extraprostatiques. Cette association paraît plus forte pour les hommes âgés de 65 ans et plus ce qui selon le Pr Béliveau « indique que le lycopène serait plus apte à contrer le développement du cancer de la prostate associé au vieillissement que celui qui se produit plus tôt, vers 50 ans, qui semble être d'origine génétique ».
En 2007, un comité international d'experts travaillant pour le World Cancer Research Fund (WCRF) publie son deuxième rapport sur les relations entre l'alimentation, l'activité physique et les risques de cancer, basé sur l'analyse de 500 000 études scientifiques, et conclut, entre autres choses, qu'il existe un faisceau de preuves suffisant en faveur des effets protecteurs des aliments contenant du lycopène, en particulier la tomate et ses produits dérivés, dans le cadre de la prévention du cancer de la prostate,.

### Chocolat noir

#### Les antioxydants du cacao et du chocolat noir

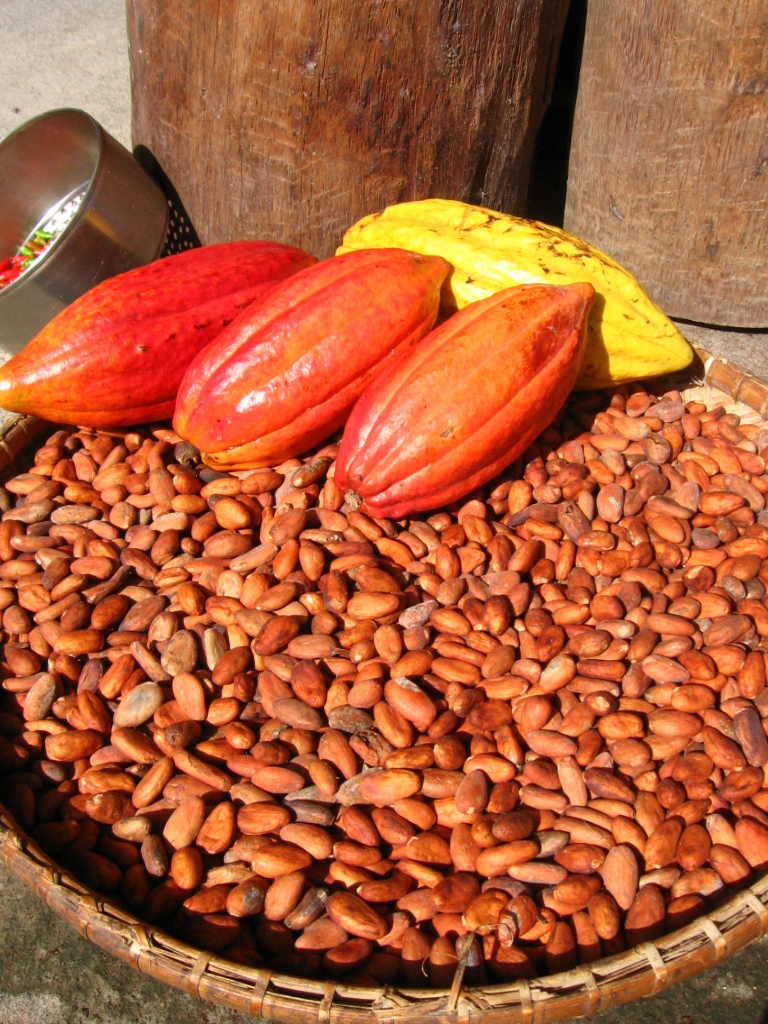
Cabosses (fruits) et fèves de cacaoyer.

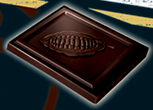
Chocolat noir.

Le chocolat noir à plus de 70 % de cacao possède une action anticancéreuse grâce aux polyphénols et aux flavonoïdes, des antioxydants naturels contenus dans la poudre de cacao,,,,, mais également grâce à son contenu élevé en cuivre.
Le cacao est l'un des aliments qui possèdent les plus grandes propriétés antioxydantes :
- les fèves de cacao brut figurent parmi les aliments ayant l'indice ORAC le plus élevé (l'indice ORAC, Oxygen Radical Absorbance Capacity, est une mesure du pouvoir antioxydant des aliments)[146] ;
- une étude réalisée par la Cornell University en 2003 a montré que le cacao contient deux fois plus d'antioxydants que le vin rouge et trois fois plus que le thé vert[152].

Consommer 20 grammes de chocolat noir par jour apporte la quantité nécessaire de polyphénols à un effet anticancer optimal,, : l'American Institute for Cancer Research (AICR) recommande une once par jour, soit 28 grammes. Jeanne Calment, doyenne de l'humanité décédée à l'âge de 122 ans, consommait un kilo de chocolat par semaine.
Par contre, le chocolat au lait n'a pas les mêmes vertus pour plusieurs raisons :
- il contient moins de cacao et donc peu de flavonoïdes[147],[95] ;
- il contient plus de graisse et de sucre[146],[149] ;
- les produits laitiers qu'il contient inhibent l'absorption des flavonoïdes[145].

Quant au chocolat blanc, il n'a aucune action anticancer car il ne contient pas de flavonoïdes, étant produit à partir de beurre de cacao et non de poudre de cacao. Ce n'est d'ailleurs pas du chocolat au sens strict.

#### Expérimentation en laboratoire et études de population
Selon l'American Institute for Cancer Research (AICR), un ensemble cohérent d'études en laboratoire et d'études de population établissent un lien entre une consommation modérée de chocolat et la santé cardiaque, en ce compris une diminution de la pression artérielle et un ralentissement de l'oxydation du cholestérol LDL (le mauvais cholestérol).
En ce qui concerne le cancer, les études n'en sont qu'à leur début selon l'American Institute for Cancer Research : une revue récente des études sur les propriétés protectrices du cacao a conclu que les preuves sont pour le moment limitées mais prometteuses.
Des études faites en laboratoire auraient mis en évidence la capacité des flavonoïdes du cacao à retarder le développement de certains cancers notamment celui du poumon, du sein, du foie, du côlon et de la prostate, à contrer la croissance de cellules cancéreuses ainsi que l'angiogenèse,.

### Thé vert

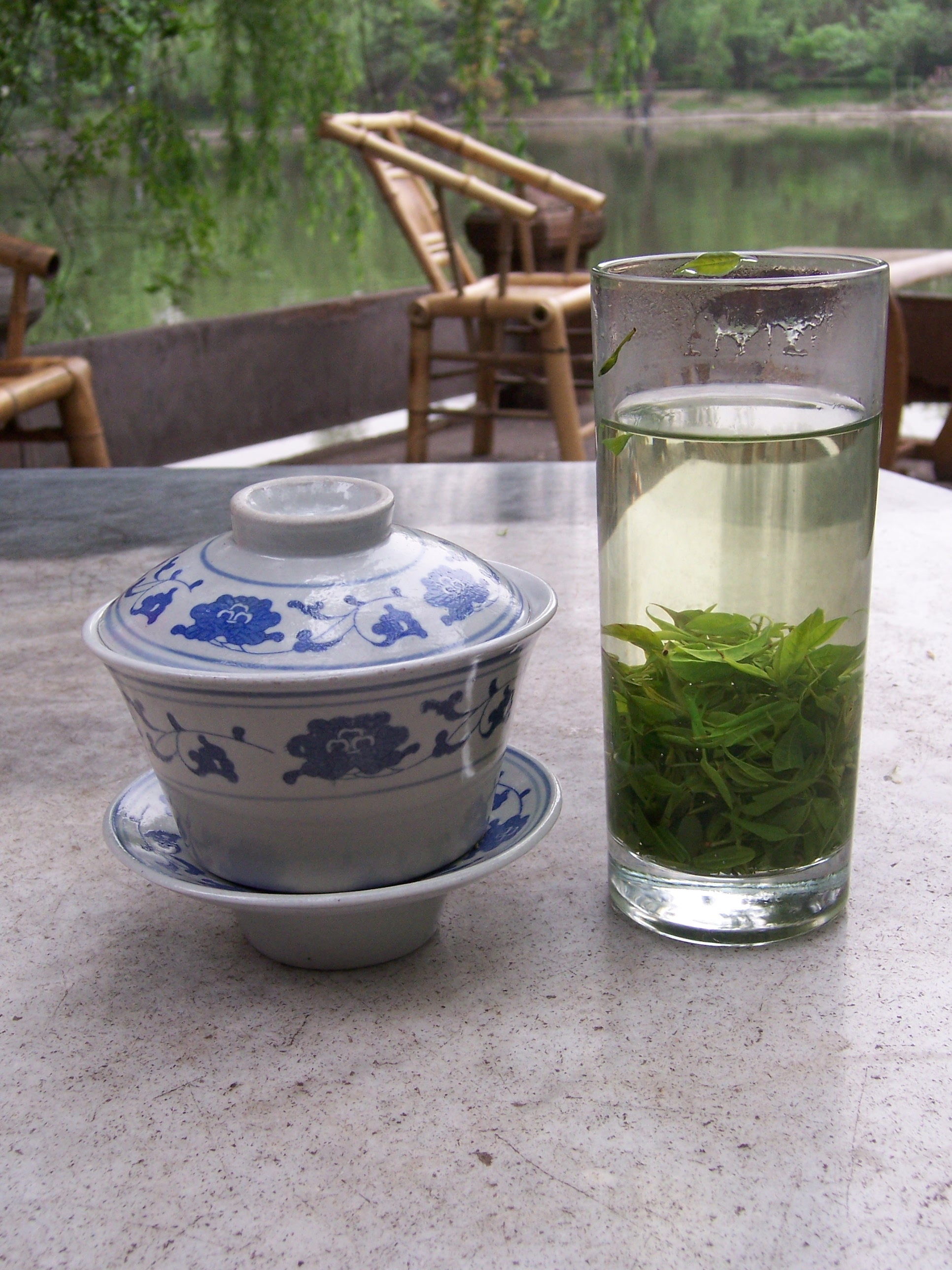
Thé vert.

#### Les catéchines
De nombreux chercheurs reconnaissent aujourd'hui les propriétés anticancéreuses du thé, et en particulier du thé vert. Des centaines d'articles scientifiques documentent clairement que les catéchines (composés antioxydants de la famille des flavonoïdes, une sous-classe des polyphénols) peuvent bloquer le développement des tumeurs en bloquant le démarrage de l'angiogenèse,.
On notera cependant que le thé brûlant, comme toute autre boisson trop chaude, augmente le risque de cancer de la cavité orale, du larynx, du pharynx et de l'œsophage car les brûlures répétées altèrent la capacité auto-réparatrice des cellules lésées.

#### Thé vert versus thé noir
Le thé vert est plus thérapeutique que le thé noir :
- il contient trois fois plus de catéchines que le thé noir[152] ;
- le thé noir a été fermenté, ce qui oxyde les molécules anticancer de la plante et détruit en bonne partie les molécules protectrices[95].

Le thé vert a un indice ORAC un peu plus élevé que le thé noir : 1253 contre 1128.
Mais les thés verts ne contiennent pas tous la même quantité de catéchines : les thés verts japonais en contiennent généralement plus que les thés chinois.

#### Expérimentation en laboratoire
Selon l'American Institute for Cancer Research (AICR), les études in vitro réalisées sur des tissus et les études in vivo réalisées sur des animaux montrent que les polyphénols contenus dans le thé (principalement la catéchine EGCG) inhibent directement le développement de divers types de cancer, mais l'AICR tempère ces résultats en soulignant que certaines de ces études utilisent des doses de catéchine qui sont largement supérieures à ce que les gens boivent habituellement.
En janvier 2002, l'équipe du Pr Béliveau a publié des résultats démontrant que le thé vert avait un effet avéré sur la prévention et le traitement des tumeurs cancéreuses : trois tasses par jour permettent de diminuer de 50 % la fréquence du cancer colorectal. Les recherches menées par lui en 2006 ont montré que le thé vert peut ralentir significativement la croissance d'un certain nombre de cancers, parmi lesquels les cancers du sein, de la prostate, de la peau et du rein ainsi que la leucémie,.

#### Expérimentation sur l'humain
Selon l'American Institute for Cancer Research, de petites études sur l'humain montrent que boire du thé peut temporairement augmenter la capacité de nos cellules à avoir une activité antioxydante : plusieurs expérimentations de préparations de thé vert montrent des résultats prometteurs en matière de cancer de la prostate, et d'autres études sont en cours.

#### Études de population
Les études de population montrent des résultats divergents, selon l'American Institute for Cancer Research, bien que certaines études révèlent un potentiel de réduction de risque pour plusieurs cancers, dont le cancer de la prostate et le cancer colorectal.
Ces résultats divergents reflètent des variations dues au type de thé (certaines études de population étudient le thé vert et le thé noir séparément alors que d'autres prennent en compte la consommation totale de thé), à la façon dont le thé est préparé (le contenu du thé vert en molécules anticancéreuses varie d'un facteur 50 selon le type de thé et le temps d'infusion), mais aussi à des différences génétiques et à l'impact du style de vie (cigarette, alcool et exercice physique).

### Vin rouge

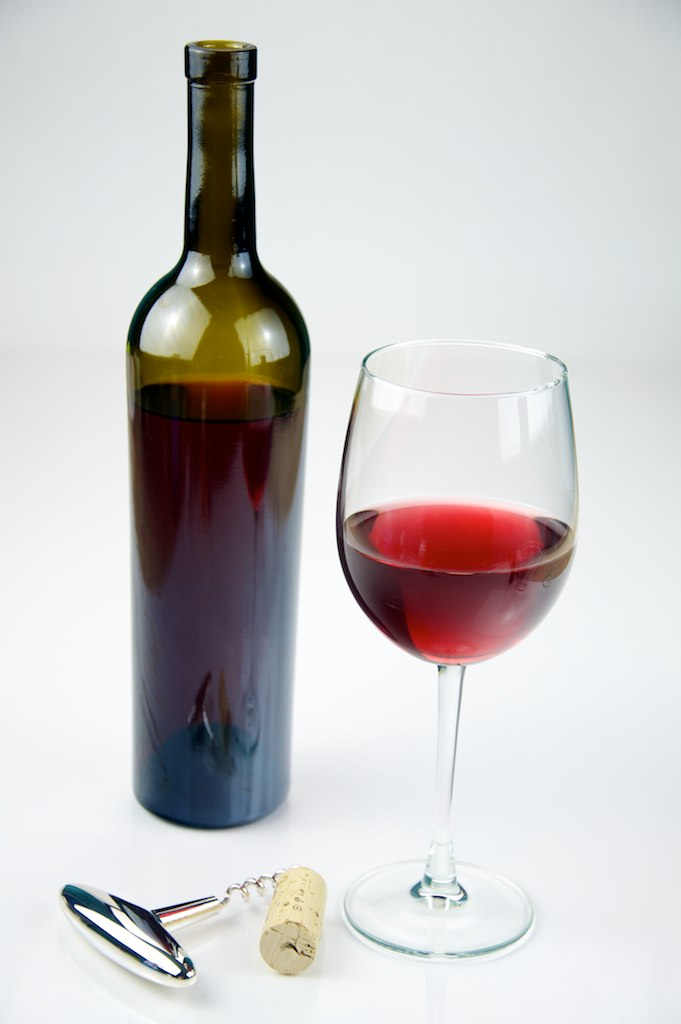
Vin rouge.

Le vin rouge est riche en polyphénols, auxquels il doit son goût astringent, et en particulier en resvératrol, qui provient de la peau et des pépins du raisin.
Le resvératrol est un des polyphénols les plus médiatisés et les plus étudiés depuis le début des années 1990 quand il a été découvert par une équipe de scientifiques japonais.
Dans les années 1990, le resvératrol a fait l'objet de centaines d'études portant d'abord sur ses propriétés anti-inflammatoires et sur son implication dans le paradoxe français (French Paradox) mais, à partir de l'an 2000, les études ont porté de plus en plus sur son action anticancéreuse.
Les chercheurs ont ainsi mis en évidence au début des années 2000 que cet antioxydant inhibe une protéine qui protège les cellules cancéreuses contre la chimiothérapie et qu'il est capable, en laboratoire, de tuer les cellules cancéreuses sans léser les cellules normales,,.
Mais les effets bénéfiques des polyphénols du vin ne ressortent que d'expérimentations sur cellules ou sur l'animal, ou d'essais cliniques à court terme, et pas d'essais cliniques à long terme.
Une étude de population menée entre 1998 et 2009 en Toscane par le Docteur Richard Semba de l'Université Johns-Hopkins (Baltimore) et publiée en 2014 dans le Journal of the American Medical Association indique que les personnes qui avaient un régime alimentaire avec de fortes teneurs de resvératrol ne vivaient pas plus longtemps ou n'avaient pas moins de maladies cardiovasculaires ou de cancer que celles qui consommaient de faibles quantités de cet antioxydant,. Cependant, les auteurs de cette recherche « ne pointent pas l'inefficacité des polyphénols dans leur ensemble mais la difficulté d'isoler une molécule - à l'instar du resvératrol - comme responsable des effets démontrés » : « Ces effets bénéfiques (…) doivent provenir d'autres polyphénols ou substances trouvées dans le vin » selon le Docteur Semba.
Par ailleurs, les effets supposés bénéfiques du vin sont à opposer aux effets délétères bien établis de l'alcool, sans compter que l'éthanol, même en petite quantité, peut être mauvais pour l'évolution de certaines tumeurs.

## Fibres alimentaires
Le Fonds mondial de recherche sur le cancer recommande de consommer 25 g de fibres alimentaires par jour pour prévenir le cancer.
Les sources principales de fibres alimentaires sont les suivantes :
- les céréales à déjeuner riches en fibres ;
- les céréales entières (boulgour, riz brun, riz sauvage, quinoa, orge, sarrasin et millet) ;
- les pâtes entières ;
- les produits de boulangerie multigrains, de seigle, d'épeautre et de blé entier ;
- les légumineuses.

## Compléments alimentaires

### Les dangers des compléments alimentaires
Les compléments alimentaires ne sont pas recommandés pour la prévention du cancer : les études démontrent que lorsqu'ils sont pris en haute dose, ils peuvent être inducteurs de cancers. Les études ATBC et CARET (Bêta-Carotene And Retinol Efficacy Trial, étude menée aux États-Unis au début des années 1990 sur 18 000 personnes), par exemple, ont montré sur le long terme un risque jusqu'à cinq fois plus élevé de cancer chez les fumeurs qui reçoivent chaque jour 20 mg de bêta-carotène en gélules,.
Dans son rapport « Nutrition et cancer », l'agence française ANSES (Agence nationale de sécurité sanitaire de l'alimentation, de l'environnement et du travail) constate que « la relation entre consommation de compléments alimentaires contenant du β-carotène à dose élevée et augmentation du risque de cancer du poumon chez les individus exposés à des facteurs de risque (tabac ou amiante) est jugée convaincante ».
En ce qui concerne les compléments alimentaires « riches en oméga-3 », leur intérêt a été remis en question par de nombreuses synthèses d'études.
En conclusion : les aliments sont de meilleures sources de vitamines et de minéraux que les compléments alimentaires.

### L'exception de la vitamine D et du sélénium
Les carences en vitamine D sont associées à des risques plus élevés de cancer du côlon, de la prostate et du sein. La Société canadienne du cancer conseille aux adultes de prendre en automne et en hiver un supplément de 1 000 UI de vitamine D par jour, car il est presque impossible d'obtenir cette quantité par le biais de l'alimentation.
Quant au sélénium, des études montrent qu'il protège contre le cancer de la prostate, et des indicateurs montrent que le sélénium en complément alimentaire pourrait réduire le risque de cancer du poumon et du côlon.

## Promoteurs de l'utilisation de l'alimentation pour la prévention des cancers

### Professeur Richard Béliveau
Un important vulgarisateur de l'utilisation de l'alimentation dans la prévention des cancers est Richard Béliveau, professeur de biochimie depuis 1984 à l'Université du Québec à Montréal, où il est titulaire de la Chaire en Prévention et Traitement du Cancer,. 
Il a consacré au sujet plusieurs ouvrages de vulgarisation dont Les aliments contre le cancer et Cuisiner avec les aliments contre le cancer (avec son collaborateur Denis Gingras). Richard Béliveau est un pionnier de la « nutrathérapie », qui vise à faire de notre alimentation une arme contre le cancer,.

### David Servan-Schreiber
Un autre promoteur de cette utilisation est David Servan-Schreiber, médecin et docteur ès sciences français, diplômé de l'université Laval à Québec comme Richard Béliveau. Ce médecin humaniste a contribué à faire connaître au grand public de nombreux concepts nutritionnels novateurs.
Atteint d'un cancer du cerveau depuis le début des années 1990, il survit plus de vingt ans à la maladie et publie en 2007 le livre Anticancer : Prévenir et lutter grâce à nos défenses naturelles. 

### Association Bleu-Blanc-Cœur
En 2000, l'ingénieur agronome français Pierre Weill fonde avec l'éleveur Jean-Pierre Pasquet l'association Bleu-Blanc-Cœur, un groupement d'agriculteurs, de scientifiques et de médecins décidés à s'engager pour une « agriculture au service de la santé »,.
Cette association, reconnue par les Ministères français de l'Agriculture, de l'Environnement et de la Santé publique, est née de la constatation faite durant les années 1990 par l'éleveur Jean-Pierre Pasquet que ses vaches produisent un beurre de meilleure qualité au printemps lorsqu'elles sont en pâture. À partir de cette observation, Pasquet et Weill entreprennent de développer une « agriculture santé » qui préserve la chaîne alimentaire en utilisant plus de graines riches en oméga-3 naturels.
L'initiative Bleu-Blanc-Cœur essaime dans divers pays comme la Suisse, le Japon, le Canada, Israël, la Tunisie, l'Italie et la Belgique, où se crée en 2014 une association appelée Healthy Farming Association qui lance une initiative appelée Mieux pour Tous directement inspirée de Bleu-Blanc-Cœur, dont elle reprend le logo en adaptant le slogan : « Mieux pour tous. Oméga-3 naturels ».
En 2022, le label Bleu-Blanc-Coeur, reconnu par l'État depuis 2008, concerne 7000 agriculteurs.